# 런던의 역사
영국과 잉글랜드의 수도 런던의 역사는 2000년을 거슬러 올라간다. 한때 조그만 요새 도시에 불과했던 런던은 오늘날 금융과 문화 면에서 세계를 대표하는 수도로 자리매김하였다. 하지만 한편으론 대역병, 대화재, 내전, 대공습, 테러 공격, 폭동 등의 고난을 겪어온 도시이기도 하다.
시티오브런던은 그레이터런던 광역권의 역사적 중심부로, 줄여서 '시티' (the City)라고도 한다. 그레이터런던 전체 규모에 비해 극히 조그만 영역을 차지하고 있지만 런던 최고의 금융지구로 기능하고 있다.

## 런던의 탄생과 선사시대
몬머스의 제프리가 쓴 <브리타니아 열왕사>에 따르면, 기원전 1000년에서 1100년경 트로이의 브루투스가 브리튼섬으로 건너와 거인 고그마고그 (Gogmagog)를 물리치고 도시를 세웠는데 이것이 바로 런던의 기원이 되었다 한다. 브루투스의 도시는 '카이르 트로이아' (Caer Troia), '트로이아 노바' (Troia Nova, 라틴어로 '신트로이')라고 불렀는데, 민간어원설에 의하면 이 명칭이 '트리노반툼' (Trinovantum)으로 변형되었다 한다. 트리노반트족은 로마인이 도래하기 전 이 일대에 살았던 철기시대 부족으로 알려져 있다. 제프리는 선사시대의 런던 지역사에 대하여 전설 속의 왕들을 알차게 나열해 놓았다. 예컨대 루드 맙 벨리 마우르 왕(웨일스 신화의 루드도 참고할 것)은 마을의 이름을 '카이르 루데인' (Caer Ludein)으로 바꾸었는데 여기서 런던이란 지명의 유래가 되었고, 죽어서는 루드게이트에 장사지냈다 한다.
최근 일부 발굴조사 결과에 따르면 런던 일대 템스강 주변에서 극초창기 정착민이 세운 마을 흔적이 남아있다고 한다. 1993년에는 템스강 남쪽 강변의 복솔 교 상류 지점에서 청동기 시대의 다리 유적이 발견되었다.  이 다리는 템스강을 가로지르거나 지금은 사라진 섬과 연결됐던 것으로 보인다. 다리 자재의 수목을 조사한 결과 그 연대가 기원전 1750년~1285년경인 것으로 드러났다. 2001년 추가 발굴조사에서는 템스강 남안, 복솔교 서쪽 지반에 수직으로 박혀 있는 통나무가 발견됐다. 2010년에도 복솔교 남쪽 강변에서 기원전 4800년~4500년경에 세워진 것으로 추정되는 큼지막한 통나무 구조물이 발견되었다. 측정연대가 중석기 시대까지 거슬러 올라가는 구조물이지만 정확한 기능은 아직까지 밝혀지지 못했다. 이들 유적의 공통점은 템스강의 지류인 에프라 강이 본류로 흘러드는 지점의 남안에 위치해 있다는 것이다.
한편 런던 일대 템스 강가에서 청동기, 철기 시대의 창날과 무기가 여럿 발견된 바 있다. 이 중 대부분이 전투에 쓰였을 가능성이 높아, 템스강은 부족 간의 주된 영역 경계선이었던 것으로 보인다. 그러나 고고학자 레즐리 월러스 (Leslie Wallace)는 "런던에서는 로마 점령기 이전 철기시대 정착지나 이렇다 할 거주 흔적이 발견된 적이 없기 때문에, 광범위한 고고학적 발굴 조사에도 불구, 런던이 순전히 로마인들에 의해 세워졌다는 주장은 논란의 여지 없는 통상적인 이야기가 되었다"고 말했다.

## 고대

### 로마 시대 (서기 47년 ~ 410년)

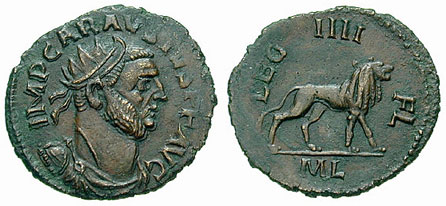
론디니움에서 발행된 카라우시우스 동전

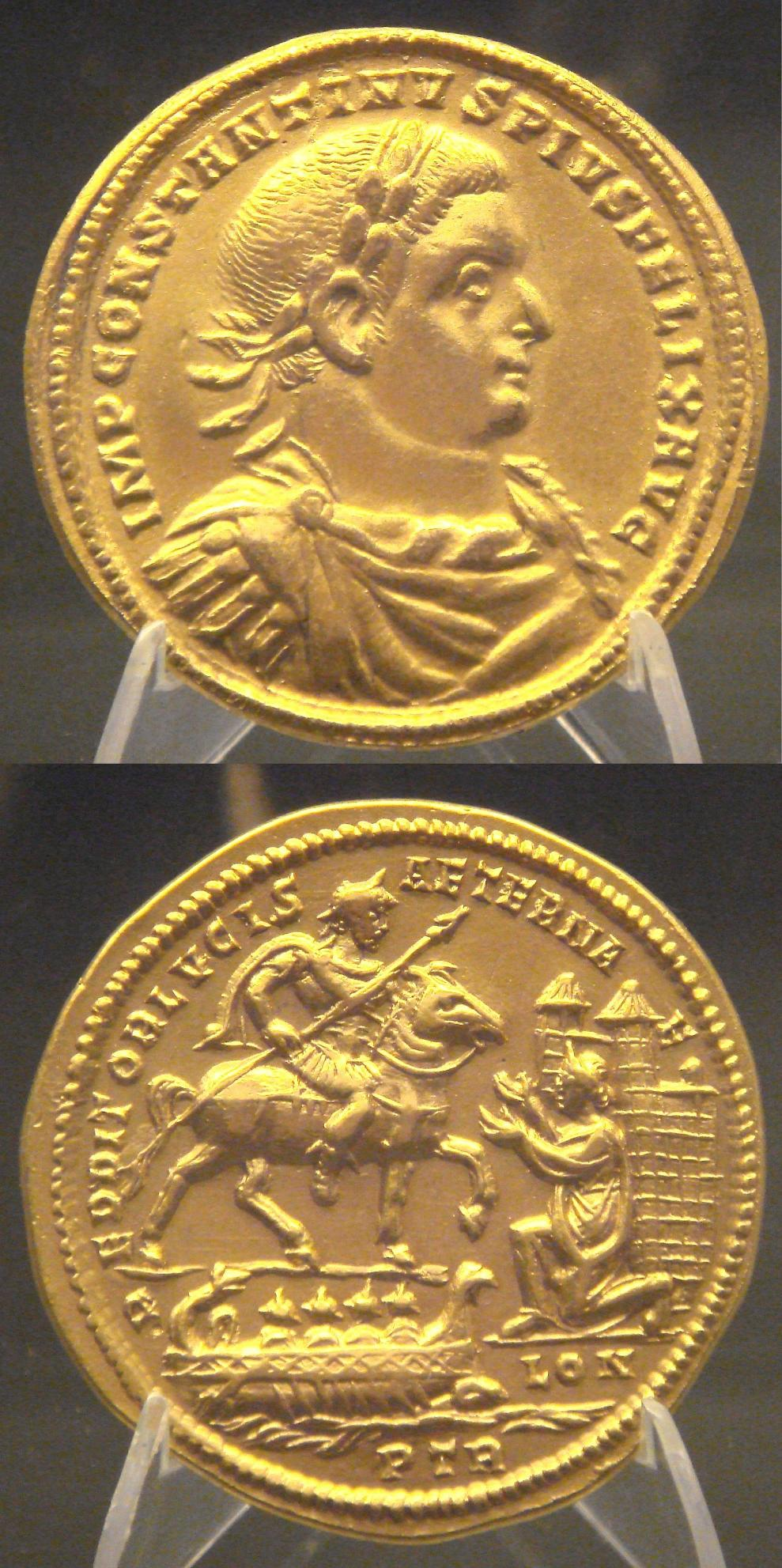
296년 알렉투스를 무찌르고 런던을 탈환한 콘스탄티우스 1세의 메달

서기 47년 브리튼섬에 자리잡은 로마인들은 '론디니움' (Londinium)이란 이름의 민간인 마을을 세웠다. 서기 43년 로마 제국이 본격적으로 브리튼섬을 침공한 뒤 4년이 흐른 뒤였다. 론디니움은 로마와 마찬가지로 강변의 어느 한 지점에 위치해 있으며, 강의 폭이 좁아 다리를 놓기에 충분했고, 유럽 대륙 곳곳을 쉽게 누빌 수 있는 전략적 거점이기도 했다. 론디니움 시절 런던의 영역은 비교적 좁아서, 오늘날 하이드 파크의 크기와 대략 일치한다. 서기 60년경에는 부디카 여왕이 이끄는 이케니족이 쳐들어와 폐허로 변했다. 그로부터 약 10년 뒤 로마식 계획도시로 빠르게 복구되었고, 수십년에 걸쳐 급속한 성장을 이어가게 되었다.
2세기에 접어들면서 론디니움의 성장은 절정에 달했고, 카물로두눔 (Camulodunum)을 대신해 브리타니아의 수도로 등극하게 되었다. 당시 인구는 6만 명에 달했으며, 주요 공공건축물도 들어서면서 도시의 자랑이 되었다. 론디니움의 바실리카는 알프스 이북 지역에서는 가장 큰 규모였고, 그밖에도 로마 신전과 공중 목욕탕, 원형극장과 도시 방어를 위한 거대 요새도 있었다. 론디니움은 로마 제국 전역의 시민들로 구성된 다민족 도시였으며, 개중에는 브리타니아 현지인은 물론 유럽 대륙 출신, 중동 출신, 북아프리카 출신도 있었다.
서기 180년~225년경 로마인들은 론디니움의 육지 방면을 두르는 런던 월을 건설하였다. 장벽의 길이는 총 3km, 높이 6m, 두께 2.5m에 달했다. 지어진 이후로 자그마치 1,600년간 살아남았던 이 장벽은 수백년 뒤 시티오브런던의 경계로도 삼게 되었다. 지금의 시티오브런던을 규정하는 경계선 역시 옛 장벽의 경로를 대략적으로 따라가는 모양새다.
3세기부터는 로마 제국의 정치적 불안과 세력권 후퇴로 론디니움의 성장도 서서히 내리막길을 걸었다. 3세기 말에는 색슨족 해적으로부터 수차례 침략을 당했다. 이는 255년경부터 강변 쪽에도 장벽을 추가로 증설해, 론디니움을 한바퀴 빙 두르는 형태로 바뀌는 계기가 됐다. 런던에서는 예로부터 전해져 내려오는 도시 입구가 일곱 곳 있는데, 그 중에서 루드게이트, 뉴게이트, 올더스게이트, 크리플게이트, 비숍게이트, 올드게이트의 여섯 곳이 바로 이 로마 시대에 지어진 장벽 입구에서 유래하였다 (무어게이트는 중세 시대에 유래한 지명이다).
5세기 들어 로마 제국이 급격히 쇠퇴하고, 410년에는 브리타니아 점령도 종말을 고했다. 이에 따라 로마인이 지은 도시도 빠르게 쇠퇴하였으며 5세기 말이 되면서부터는 사실상 폐허로 남았다.

### 앵글로색슨족 시대 (5세기 ~ 1066년)
로마인들이 떠난 자리에는 앵글로색슨족이 들어왔다. 처음에 이들은 론디니움 주변을 피하여 마을을 세워 정착하였다는 것이 그간의 통설이었다. 하지만 2008년 코번트 가든에서 앵글로색슨족의 무덤이 발굴되어, 일찍이 6세기에서 5세기경부터 이주민이 론디니움 내에 정착하기 시작했다는 정황이 드러났다. 앵글로색슨 마을은 런던 성벽 외부 일대를 중심으로 위치해 있었으며 서쪽으로 짤막한 골목을 따라 모여 있었는데, 이곳은 오늘날 올디치 (Aldwych)와 트라팔가 광장 사이에 위치한 스트랜드 일대에 해당된다. 마을의 이름은 '룬덴윅' (Lundenwic)으로, '윅' (-wic)이란 접미사를 통해 교역이 이뤄지던 마을임을 알 수 있다. 또한 최근 발굴조사를 통해 중점적으로 밝혀진 사실은, 초창기 앵글로색슨 시대의 런던은 인구밀도가 높고 비교적 잘 짜여진 도시체계를 이루고 있었다는 점이다. 당시 런던은 바둑판 형태의 구획으로 된 도시였으며 만 명에서 만 이천명에 달하는 시민을 수용할 정도로 성장하였다고 한다.
초창기 앵글로색슨 시대 런던을 다스렸던 부족은 미들색슨족이었으며, 여기서 바로 잉글랜드의 지방인 미들섹스란 지명이 유래하였다. 다만 미들색슨족은 이름과는 달리 지금의 허트퍼드셔와 서리 일대를 지배한 것으로 보인다. 7세기 초로 넘어오면서 런던 일대는 이스트색슨 왕국에 병합되었다. 604년 에식스의 왕이었던 새베르흐트 (Saeberht)가 기독교에 귀의하면서 멜리투스 (Mellitus)가 로마 이후 최초의 런던 주교로 서임되었다. 당시 에식스 왕국은 켄트의 애델베르흐트 왕이 대군주로 군림하고 있었으며, 멜리투스는 애델베르흐트의 후원으로 최초의 세인트 폴 대성당을 건립하였다. 예로부터 전해지는 말에 따르면 이때 세워진 세인트 폴 대성당의 위치는 옛 로마의 다이아나 신전에 위치해 있었다고 한다 (크리스토퍼 렌은 이를 뒷받침할 근거가 없다고 보았다). 다만 지금의 위상과는 달리 처음에는 그리 대단한 성당은 아니었으며, 새베르흐트의 후계 왕이 이교도였던 탓에 엘리투스가 런던시에서 추방된 뒤로 파괴되었을 것으로 보인다.
이스트색슨 왕국이 기독교를 완전히 받아들인 것은 650년경 시게베르흐트 2세 치세에 들어서였다. 8세기부터는 머시아 왕국이 잉글랜드 동남부로 지배력을 넓히기 시작하였는데 처음에는 대군주 형식으로 다스리다 완전 병합으로 바뀌게 되었다. 런던 일대가 머시아 왕국의 직접 통치에 들어간 것은 730년경으로 보인다.

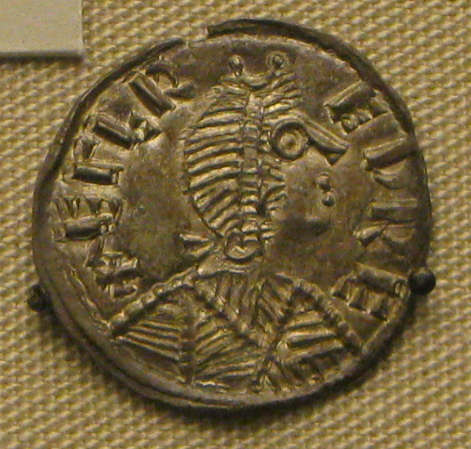
알프레드 대왕이 새겨진 은화. '앨프레드 왕' (ÆLFRED REX)이란 글씨가 새겨져 있다.

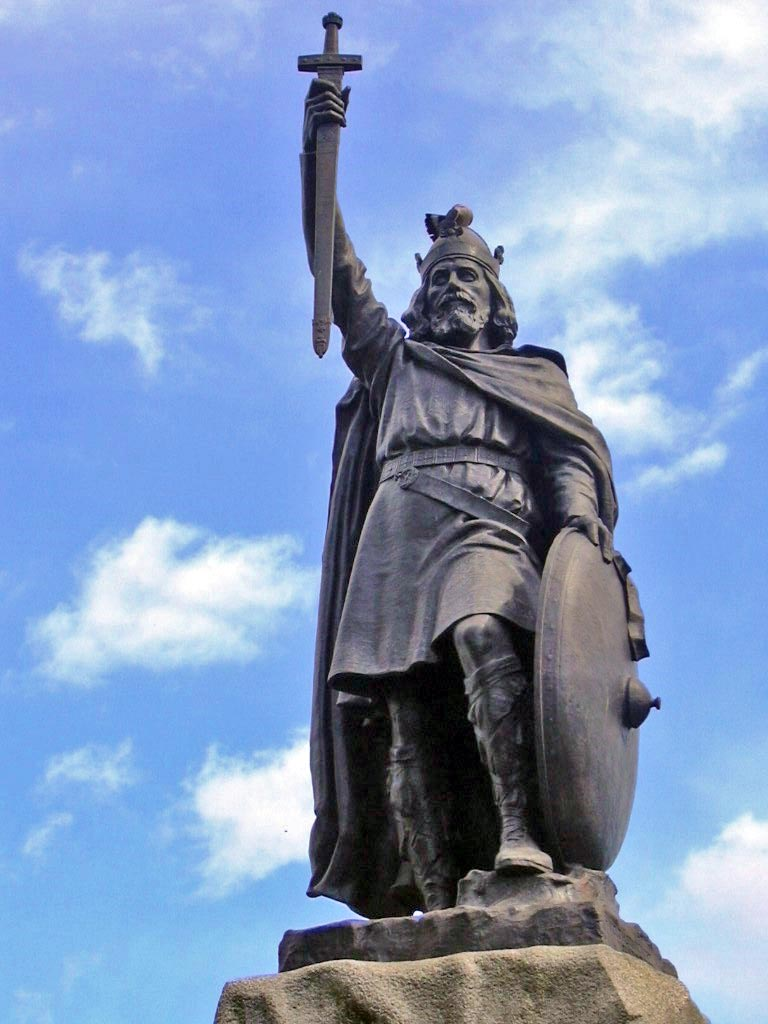
윈체스터의 알프레드 대왕 동상 (1899년).

9세기부터는 바이킹족의 침략이 끊이질 않았으며 830년경 이후로 조금씩 잦아지게 되었다. 런던 역시 842년과 851년 두 차례에 걸쳐 약탈당했다. 865년부터 잉글랜드 전역을 휩쓸고 다니기 시작한 덴마크의 '이교도 대군세'는 871년 런던에서 겨울을 보내기도 하였다. 이후 덴마크의 영토로 남아있던 런던은 886년 웨식스의 알프레드 대왕이 이끄는 군대가 점령하여 머시아 왕국으로 재편입되었고, 알프레드 대왕 치세에는 그의 사위이자 올더먼이었던 에텔레드 (Æthelred)가 다스리게 되었다.
이 즈음부터는 방어를 목적으로 마을의 중심지가 옛 로마 성벽 안쪽으로 옮겨가게 되었으며, 이름도 '룬덴부르' (Lundenburh)로 바뀌었다. 로마 성벽은 보수를 거쳤고 방어용 해자도 다시 팠으며, 런던교 역시 이때 다시 지은 것으로 보인다. 템스강 건너 남쪽의 서더크 일대에는 요새를 갖춘 또 하나의 마을이 들어섰는데 그 이름은 '수트링가 게워르크' (Suthringa Geworc →서리인의 보루)였다. 한편 옛 룬덴윅 마을은 '엘드윅' (Ealdwic →옛 마을)로 불리게 되었으며 오늘날에는 '올디치' (Aldwich)란 지명으로 남게 되었다.
이때부터 런던시는 고유의 지방 정부를 발달시키게 되었다. 911년 에텔레드가 사망하자 런던 일대는 웨식스 왕국의 영토로 넘어갔고 ,918년 웨식스는 머시아의 남은 영토를 모두 병합하였다. 런던은 예로부터 웨식스의 중심지였던 윈체스터와 통일 잉글랜드 왕국의 정치적 우위 면에서 경쟁 상대로 직면하게 되었으나, 도시의 규모와 상업적 부가 크다는 이점 덕에 정치활동의 집중에 있어서도 그 중요도를 꾸준히 높여가게 되었다. 예컨대 애설스탠 왕은 런던에서 위탄 회의를 여러 차례 열어 법령을 제정하였으며, 애델레드 2세는 978년 런던에서 '런던법'을 반포하기도 하였다.
에델레드 왕 치세에 바이킹족의 침략이 다시 시작되면서, 런던도 994년 덴마크의 스베인 튜구스케그 왕이 군대를 끌고 침공해 들어왔으나 승리하였다. 덴마크의 계속되는 공세로 1013년 잉글랜드 측의 항전이 마침내 무너졌을 당시, 런던은 데인족의 공격을 격퇴하고 나머지 지역이 스베인 왕에게 굴복할 때까지도 항복하지 않은 최후의 보루로 남았다. 하지만 결국 잉글랜드가 항복한 그해 말 똑같이 항복을 선언하고, 에델레드 왕은 해외로 피신하게 되었다. 스베인 왕은 잉글랜드 국왕에 즉위한 지 5주만에 세상을 떠났고 에델레드 왕이 돌아와 다시 국왕으로 추대되었으나, 스베인 왕의 아들인 크누트 대왕이 1015년 잉글랜드 공격을 다시 감행하게 되었다.
1016년 애델레드왕이 런던에서 사망하자 그의 아들 에드먼드 아이언사이드가 위탄게모트에 의해 왕위를 계승하게 되었고, 병력을 모으기 위해 웨식스로 떠났다. 런던은 크누트가 이끄는 군대의 체계적인 공성전에 무릎을 꿇었으나 곧 에드먼드 왕의 군대가 진격해 해방되었다. 에드먼드왕이 다시금 병력 충원을 위해 웨식스로 떠나자 데인족은 공세를 재개하였지만 또다시 실패로 돌아갔다. 허나 에드먼드왕이 아산둔 전투 (Battle of Assandun)에서 패하면서 런던을 비롯한 템스강 이북의 잉글랜드 전 영토를 크누트왕에게 할양하였고, 그로부터 몇 주 뒤에 사망하면서 크누트 대왕은 잉글랜드 전역을 다스리게 되었다.
애델레드왕이 데인족의 차지가 된 런던으로 귀환했을 당시 벌어졌던 전투를 다룬 노르웨이 서사시가 하나 있다. 이 이야기에 따르면 데인족 병사들이 런던교에 줄지어 서있었고, 잉글랜드군을 향해 던지는 창이 비오듯 쏟아졌다 한다. 그 기세에 움찔한 잉글랜드군은 근처 민가의 지붕들을 끌어와 전함 위에 갖다 씌워 머리를 보호하였다. 그렇게 해서 다리 근처까지 접근할 수 있게 된 잉글랜드군은 교각에 줄을 묶은 뒤 잡아당겨 다리를 무너뜨렸고, 런던을 탈환했다는 것이다. 이 이야기는 1014년 스베인 왕의 죽음 이후 에델레드가 왕으로 복귀한 것과 관련이 있어 보이지만, 실제로 그 당시에 런던을 빼앗기 위해 그런 고투를 벌였다는 마땅한 증거는 없다.
1042년 크누트 왕조의 대가 끊기자 에드워드 참회왕이 왕위에 오르면서 잉글랜드 왕조로 되돌아갔다. 에드워드왕은 웨스트민스터 사원을 건립한다는 책무를 맡고 있어, 살아생전 많은 세월을 웨스트민스터에서 보냈는데 이때부터 웨스트민스터는 런던시 자체를 밀어내고 정치 중심지로 점차 자리잡게 되었다. 1066년 웨스트민스터에서 에드워드왕이 이렇다 할 후계자 없이 세상을 떠나자 왕위 계승권을 두고 다툼이 벌어졌고, 결과적으로는 노르만의 잉글랜드 정복으로 이어지게 되었다. 처음에는 위탄게모트에서 해럴드 고드윈손 백작을 왕으로 추대하여 웨스트민스터 사원에서 대관식까지 올렸지만, 노르망디 공작 윌리엄과 벌인 헤이스팅스 전투에서 패배해 전사한다. 살아남은 위탄 의원들은 런던에서 회의를 열어 에드워드왕의 어린 조카인 에드가 애델링 (Edgar the Ætheling)을 국왕으로 옹립하였다.
노르만군은 런던시 건너편 템스강 남안으로 진격해 잉글랜드군의 공격을 물리치고 서더크 일대를 불태웠으나 런던교를 기습하기엔 불가능한 상황이었다. 따라서 이들은 상류 쪽으로 가서 월링퍼드 (Wallingford) 인근에서 도강한 뒤, 북서쪽 방면에서 런던시 쪽을 향해 진격하였다. 잉글랜드측 지휘부의 저항심이 한계에 달했을 즈음, 런던의 최고위층 시민들은 교회 대표부, 귀족 계층과 함께 버컴스테드에 주둔하던 윌리엄을 알현, 항복 의사를 표했다. 다만 노르만군이 런던시에 도달할 당시 격렬한 충돌이 잇따랐다는 이야기도 있다. 런던을 접수한 윌리엄 공작은 웨스트민스터 사원에서 즉위식을 열어 잉글랜드 국왕이 되었다.

### 노르만 시대와 중세 시대 (1066년 ~ 15세기 말)

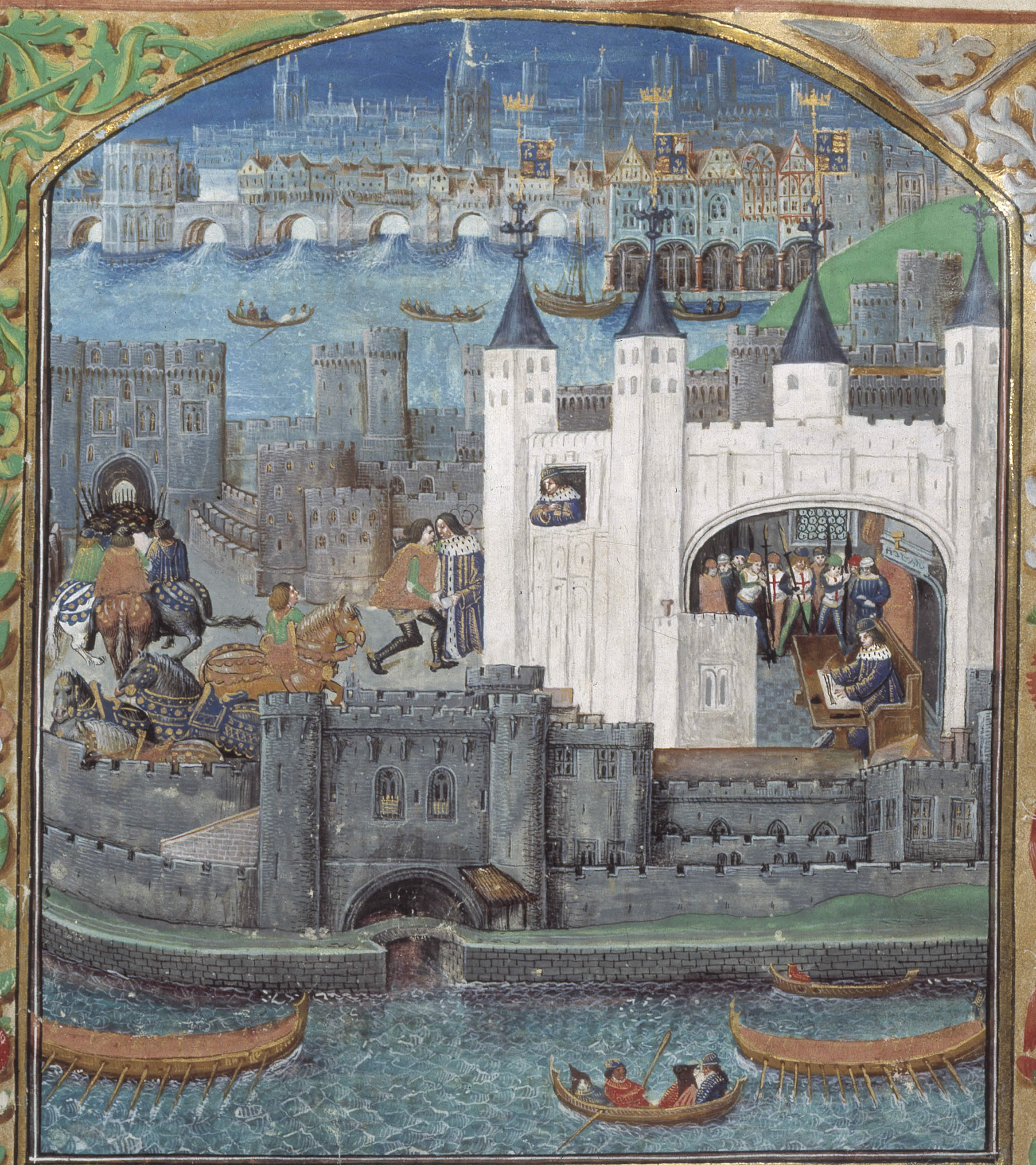
오를레앙 공작 샤를 1세의 런던탑 투옥을 그린 15세기 필사본 삽화.

신 노르만 왕조는 런던시 내에 현지인들을 다스리기 위한 요새를 하나 세웠다. 그 중에서도 단연 중요했던 건물은 런던시 동쪽 끝에 세워진 런던탑이었다. 본래는 목조 요새가 들어섰던 이 자리에 잉글랜드 최초의 석조 성채가 빠르게 들어서게 된 것이다. 그 뿐만 아니라 강변을 따라서 베이너드 성과 몽피셰 성이라는 이름의 소규모 요새도 지어졌다. 1067년 윌리엄 왕은 런던시에 부여된 기존 권한과 특권, 법령을 인정하는 칙령을 내리기도 하였다. 그 과정에서 꾸준히 발전하던 런던 자치정부는 1199년과 1215년 존 왕의 선거권 승인으로 더욱 굳건해지게 되었다.
1097년 정복자 윌리엄 왕의 아들 윌리엄 루퍼스가 웨스트민스터 홀을 세우기 시작하였는데 이곳은 오늘날 웨스트민스터 궁전의 중심부가 되었다. 1176년에는 오늘날 가장 잘 알려진 모습의 런던교가 건설되기 시작해 1209년에 완공되었다. 이때의 런던교는 먼 옛날 통나무 다리가 수차례 들어섰던 바로 그 자리에 지어졌으며, 완공후 약 600년간 존속하였다. 뿐만 아니라 1739년까지는 템스강을 가로지르는 유일한 다리로 남아있기도 하였다. 한편으로 런던은 노르만 정복 이래 프랑스 문화와 프랑스어의 영향을 강하게 받은 지역이 되었으며, 중세 영어의 형성에도 대단한 기여를 하게 되었다.
1216년 제1차 배런 전쟁 당시 런던은 프랑스의 루이 왕자가 점령하였고, 세인트 폴 대성당에서 잉글랜드 국왕으로 칭송되었다. 하지만 1217년 존 왕이 사망하면서 루이 왕자를 지지하던 세력이 입장을 바꿔 플랜태저넷 가문에 충성을 맹세하고, 존 왕의 아들 헨리 3세를 중심으로 단결하면서 루이 왕은 잉글랜드에서 강제 추방되고 말았다.
한편 1070년경에는 잉글랜드 최초로 유대인 사회가 뿌리내린 도시가 되었으나, 동시에 수세기에 거쳐 탄압받는 신세가 되었다. 1190년에는 새 국왕의 즉위식에 유대인들이 참석한 이후 왕이 유대인들을 없애버리라는 명을 내렸다는 소문이 퍼지면서 유대인들을 향한 폭력사태가 빚어진 사건이 있었다. 1224년 유대교 살생 의식이 고발되고 난 뒤 런던의 유대인들은 엄청난 추징금 징수에 시달리게 되었다. 1232년에는 헨리 3세의 명으로 런던 제1의 유대교 사원이 국가 측에 압수되었는데 이는 유대교 사원에서 울려퍼지는 성가가 인근 교회까지 들린다는 이유에서였다. 1264년 제2차 배런 전쟁 당시에는 시몽 드 몽포르 백작 휘하 군대가 런던을 점령하여 부채 장부를 빼내려는 과정에서 유대인 500명이 목숨을 잃었다. 1290년에는 에드워드 1세의 '축출령'으로 유대인들은 잉글랜드를 강제로 떠나게 되었다. 이들은 프랑스와 홀란드 등지로 이주하였고, 런던 내 보유 자산은 몰수되었다.

1300년경의 런던

1381년 소농의 반란 당시 런던은 주모자 와트 타일러가 이끄는 반란군의 침공을 받았다. 이 과정에서 여러 무리의 소작농이 런던탑을 습격하여 대법관과 대장경 (Lord Treasurer), 사이먼 서드베리 대주교 등이 살해당했다. 소작농들은 런던시를 약탈하고 수많은 건물에 불을 질렀다. 와트 타일러는 스미스필드에서 윌리엄 월워스 시장경과 대치하는 과정에서 검에 찔려 죽었고 반란은 막을 내렸다.
중세 시대에는 무역 규모의 증대로 급격한 성장을 보인 도시가 많았는데 런던도 그 중 하나였다. 1100년 런던의 인구는 15,000명을 넘은 것으로 추정되는데, 그로부터 이백년 뒤인 1300년에는 약 8만 명까지 성장하였다. 이후 14세기 중반에 들어서 유행한 흑사병으로 런던시의 인구는 반토막이 났지만, 그런 계속되는 역병에도 불구하고 런던시의 경제적, 정치적 입지는 급속한 인구 회복을 이루는 데 뒷받침이 되어주었다. 런던의 무역 체계는 다양한 길드로 조직되어 있었는데 이들은 실질적으로 런던시를 좌우하는 세력으로서 시티오브런던 시장경을 선출하기도 하였다.
중세 시대의 런던은 좁고 구불구불한 골목으로 이루어진 도시였으며, 대다수의 건물은 나무와 밀짚 같은 불에 잘 붙는 자재로 지어졌기에 화재는 항상 언제 닥쳐올지 모르는 위험요소였다. 뿐만 아니라 도시의 위생시설 역시 수준이 낮았던 것으로 전해지고 있다.

## 근현대

### 튜더 왕조 (1485~1603년)

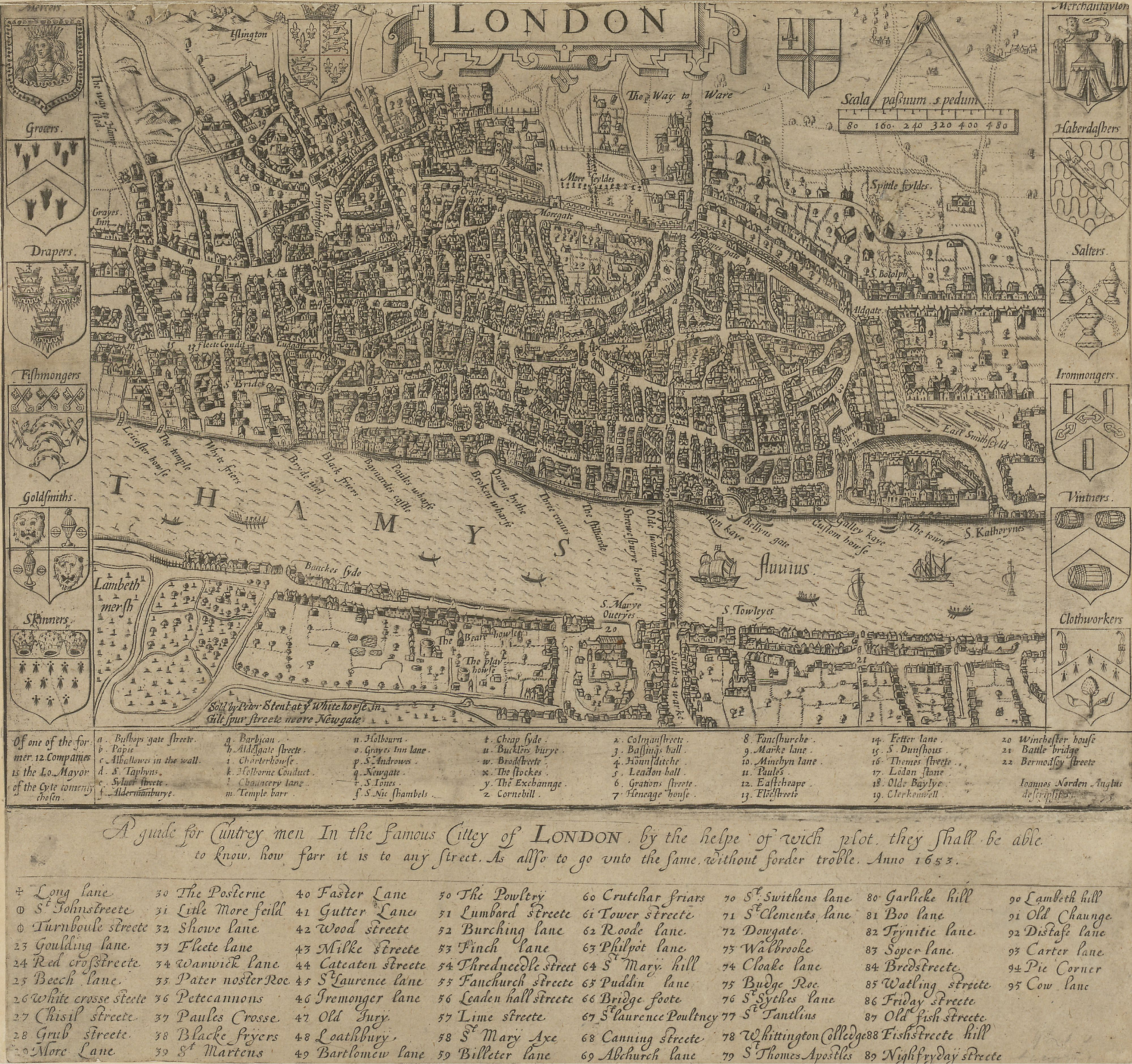
존 노든의 1593년 런던 지도. 지도상에 표시된 템스강의 다리는 단 하나뿐이지만 템스강 남쪽 서더크 일대가 이미 개발되고 있었음을 보여준다.

1475년 한자 동맹이 잉글랜드로 진출하여 무역 거점 기지 (콘토르)를 런던에 두었는데, 이를 독일어로 '슈탈호프' (Stalhof), 영어로 '스틸야드' (Steelyard)라 불렀다. 스틸야드는 수백년간 제자리에 남아있다가 1853년 한자 동맹에 속한 뤼벡, 브레멘, 함부르크시 측에서 사우스이스턴 철도 회사 측에 매각하면서 사라졌다. 14~15세기 런던에서 제조된 모직물 의류는 비염색의 원래 상태 그대로 선적되어 인근의 저지대 국가까지 수송되었는데, 이렇게 수출된 의류는 필수품으로 여겨졌다고 한다.
잉글랜드의 종교 개혁 당시 런던은 초창기 잉글랜드 내 프로테스탄트교 세력의 중심지였다. 북유럽의 프로테스탄트 거점과 상업적으로 연계되어 있었고, 외국 상인 공동체의 규모도 만만찮았으며, 글을 읽고 쓸 줄 아는 사람의 수가 지나치게 많았던 데다 잉글랜드 인쇄업의 중심지 역할을 했던 점, 이 모든 요소가 종교 개혁이라는 새로운 사상의 확산에 기여하게 되었다. 종교 개혁 이전만 하더라도 런던시의 절반을 넘는 영토가 수도원과 수녀원, 기타 종교시설의 소유지였다.
그러나 헨리 8세의 '수도원 철폐령'에 따라 이들 소유지의 주인이 거의 전부 바뀌게 되면서, 런던시에 깊은 영향을 끼치게 되었다. 1530년경부터 시작된 수도원 철폐는 1538년에 이르러서 웬만한 대수도원은 철폐된 상황이 되었다. 올드게이트 삼위일체 교회는 오들리 경의 소유로 넘어갔고, 윈체스터 후작은 경내 일부 부지에 손수 저택을 짓기도 하였다. 뿐만 아니라 차터하우스는 노스 경에게, 블렉프라이어스 수도원은 콥햄 경에게, 세인트 길스 나병원은 더들리 경에게 넘어갔으며, 국왕 역시 세인트 제임스 나병원을 넘겨받아 그 자리에 세인트 제임스 궁전을 다시 지었다.
이 시기 런던은 유럽의 주요 상업도시 중에서도 급격하게 떠오르는 도시가 되었다. 런던의 무역 범위는 서유럽을 넘어 러시아, 레반트, 아메리카 대륙까지 뻗어나갔다. 이 시대는 중상주의의 시대로서, 런던에는 머스코비 컴퍼니 (1555년 설립)와 동인도 회사 (1600년 설립)과 같은 독점 무역 회사가 국왕 칙허를 통해 설립되었다. 특히 동인도 회사의 경우에는 훗날 인도 대륙을 다스릴 정도로 성장하여, 향후 250년간 런던은 물론 영국의 대표 기업으로 자리매김하게 된다. 한편 런던으로 몰려온 이민자들은 잉글랜드 웨일스 출신 뿐만이 아닌 해외 출신도 있었는데, 프랑스의 위그노 신자들이 대표적이었다. 1530년 5만 명으로 추산되던 이민자 인구수는 1605년 22만 5000명으로 급격히 증가했다. 이러한 런던의 인구 및 경제 성장은 연안 해운을 통한 막대한 규모 팽창으로 불을 지핀 것이라 할 수 있다.
16세기 말에서 17세기 초에는 런던에서 연극 문화가 대단히 융성하였으며, 그 으뜸은 단연 대문호 윌리엄 셰익스피어였다. 엘리자베스 치세 말기에 접어들며 제일 평화로운 시대를 맞이하자, 여왕의 일부 측근과 런던의 부유층 시민들은 미들섹스, 에식스, 서리 지역 일대에 시골 저택을 짓기 시작하였다. 이 같은 움직임은 '복잡한 도시도, 그렇다고 아주 농사짓는 시골집도 아닌 저택에서 살고픈' 욕구에서 비롯된 것으로, 1603년 엘리자베스 여왕 서거 이후에도 런던시는 여전히 비좁은 도시라는 여건에서 시작된 '빌라 운동' (Villa movement)의 시초로 평가할 만하다.
런던의 외국인 혐오증은 만연해 있었으며 1580년대 이후로 그 정도가 심해지기 시작하였다. 많은 이주민들이 일상적인 폭행 협박과 학대에 시달리기 일쑤였고, 외국인 추방 시도라든지 지나치게 까다로운 잉글랜드 시민권 취득 과정도 환멸을 느끼게 만들었다. 이런 점에서는 네덜란드의 각 도시가 보다 외국인에게 친화적이었기 때문에 런던을 영영 떠나는 이주민들도 많았다. 1600년 당시 런던시의 외국인 인구는 10만 명당 4천명 꼴로 추산되며, 대다수가 네덜란드, 독일 출신의 노동자나 무역인이었다.

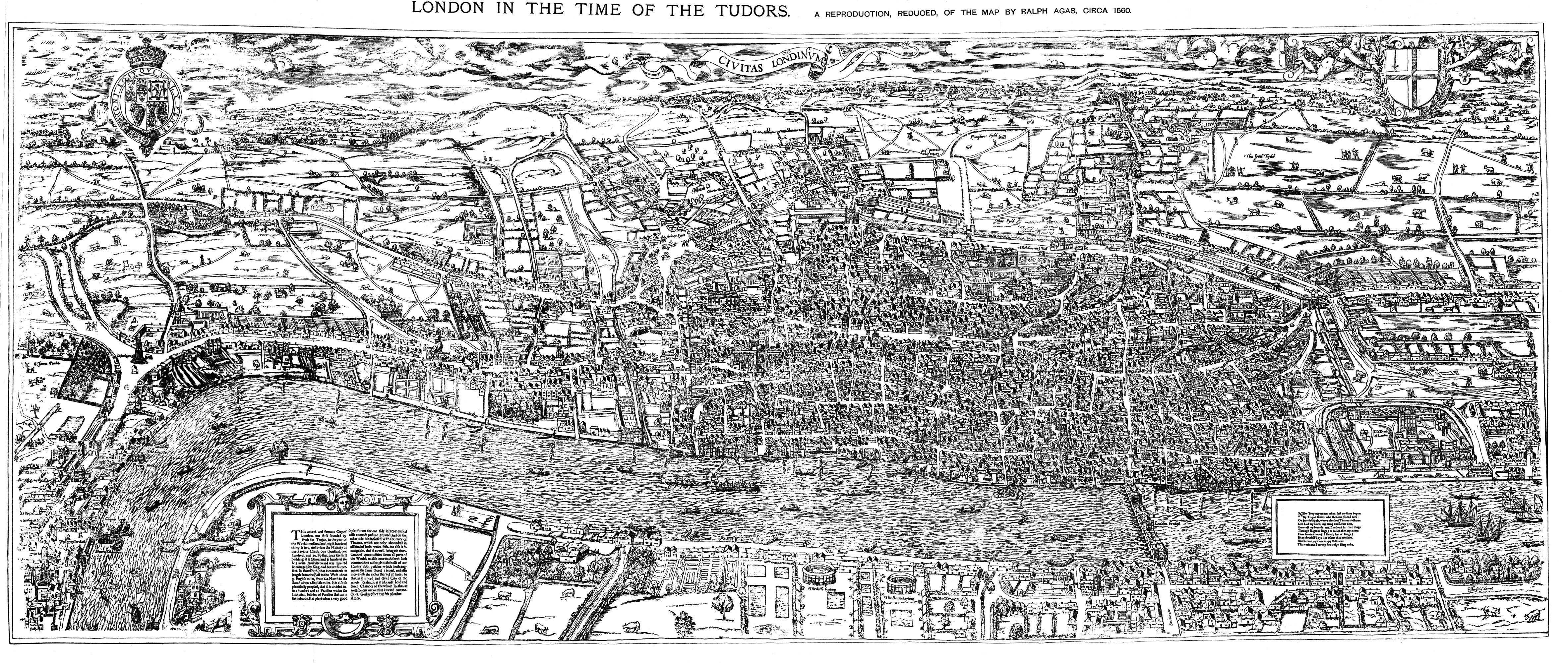
런던의 전경을 담은 목판화 지도 <Civitas Londinum> (1561년)

### 스튜어트 왕조 (1603~1714년)
런던이 기존의 도시 경계를 넘어서 본격적으로 팽창하게 된 것은 17세기의 일이다. 스튜어트 왕조가 시작되던 무렵, 런던시의 주변 환경은 웨스트민스터 방면의 귀족 거주지와 같은 대표적인 예외 지역을 제외하고는 여전히 건강 증진에 별로 도움이 되지 않는 것으로 여겨졌다. 런던시 바로 북쪽으로는 무어필드라는 지역이 있었는데, 비교적 최근에 간척이 이뤄진 곳으로 여러 샛길을 따라 시가지가 놓여 있었으나, 런던시로 진입하려는 부랑자나 여행객이 많이 지나가는 동네였다. 무어필드와 인접한 핀스베리 필드는 궁수들의 연습장으로 많이 쓰이던 곳이었고, 마일엔드는 그레이트 이스턴 로드의 공원으로서 군대의 집결지로 알려져 있었다.
제임스 1세의 즉위식 준비는 런던시 내에 역병이 여러 차례 돌면서 중단되었는데 이 역병으로만 3만여 명 넘게 목숨을 잃은 것으로 알려져 있다. 런던 시장경의 취임식 행진 행사인 로드 메이어 쇼 (Lord Mayor's Show) 역시 수년간 중단되었다가 1609년 국왕의 명으로 부활하였다. 한편 옛날에 해산됐던 차터하우스 수도원은 왕실 신하들 사이에서 여러 차례 매매를 거치다가, 사업가였던 토머스 서튼이 13,000파운드에 사들이게 되었다. 이후 1611년에 병원과 예배당, 교육시설이 새로 들어서기 시작하였다. 그렇게 완공된 차터하우스 스쿨은 런던의 주요 공립학교로 자리잡았으며, 빅토리아 시대에 서리 지방으로 이전한 뒤로도 바츠앤드런던 의치대학 (Barts and The London School of Medicine and Dentistry) 부지로 오늘날까지 여전히 쓰이고 있다.
런던 시민들이 낮시간대에 주로 찾았던 만남의 장소는 다름아닌 옛 세인트 폴 대성당의 본당이었다. 이곳에서 상인들은 측랑에서 좌판을 열고 장사를 했으며, 세례대를 계산대로 삼았다. 변호인들은 특정 기둥에 사무소 자리를 잡고 의뢰인을 받았으며, 실업자들도 이곳에서 일자리를 구했다. 세인트 폴 대성당의 경내 뜰은 서적 거래의 중심지였고, 플리트 스트리트는 대중 오락의 중심지였다. 제임스 1세 재위 당시 런던 극장은 그 인기를 더해갔으며, 훗날 엘리자베스 치세 후반기에는 확고히 자리잡기에 이른다. 공공 극장에서의 공연은 물론, 왕립 극장과 법학원에서 열리는 정성들인 가면극까지 더해지게 되었다.
1625년 찰스 1세가 왕위에 올랐다. 재위 당시 귀족들은 웨스트엔드 지역에 다수 거주하기 시작하였다. 궁정 내 특정 업무를 맡은 대신들 외에도, 단순 사회생활만을 위하여 일년에 몇달씩만 런던에 머무는 지방 지주와 그 가족들도 점점 늘어났다. 이는 이른바 '런던 사교기' (London season)의 시작이었다. 1629년경에는 런던 최대 규모의 대중 공원인 링컨스 인 필드가 조성되었다. 1632년경에는 그 유명한 코번트 가든 광장이 세워졌는데, 잉글랜드 최초의 고전양식 교육을 이수한 건축가 인디고 존스가 설계하였다. 그로부터 머지않아 공원 주변에 시가지와 거리가 들어서게 되었고, 왕실 일가족의 이름을 따서 각각 '헨리타', '찰스', '킹', '제임스', '요크' 등의 거리명이 붙여지게 되었다.

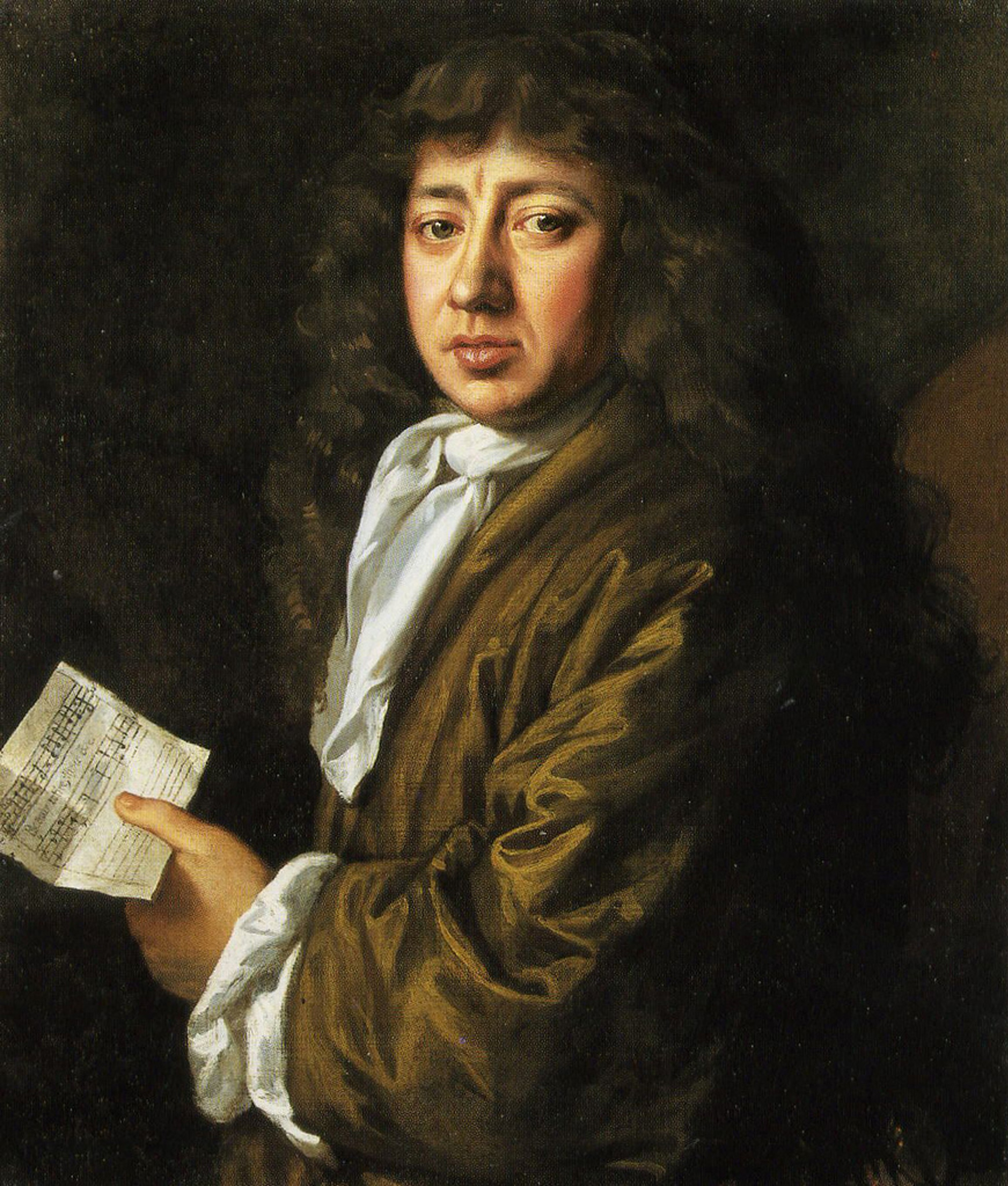
스튜어트 시대 런던 연대기를 기록한 새뮤얼 페피스

1642년 1월, 찰스 1세가 체포하려던 국회의원 다섯 명이 런던시로의 피신 승인을 받아냈다. 같은해 8월 찰스 1세는 노팅엄에서 반기를 들었고, 그로부터 이어진 잉글랜드 내전에서 런던은 의회파 측이 접수하게 되었다. 처음에는 왕당파가 군사적인 면에서 우위를 차지하고 있었고, 11월에는 브렌트퍼드 전투에서 승리함에 따라 런던 함락을 눈앞에 두고 있었다. 그러나 런던시 측은 새 군대를 임시 소집해 조직하였고, 찰스 1세는 진격을 망설이다 퇴각하고 말았다. 이후 왕당파 측의 공세 재개로부터 런던을 방어하기 위한 추가적인 요새 체계를 구축하게 되었는데, 능보와 보루를 갖춘 견고한 토성으로 이루어졌다. 이 토성은 도시 성벽을 한참 넘어서 웨스트민스터와 서더크에 이르는 시가지 전체를 둘러싸고 있었다. 그 후 런던시는 더 이상 왕당파의 대대적인 공세를 받지는 않았으며, 런던시의 재원은 의회파의 전쟁 승리에 중대한 기여를 하였다.
비위생적인데다 인구 과밀 상태였던 런던시는 수백년에 걸쳐 수많은 전염병이 휩쓸고 갔지만, 영국인들이 기억하는 마지막 대규모 역병은 1665년부터 1666년까지 발생했던 '런던 대역병'으로, 런던시 인구의 5분의 1에 달하는 6만여명이 목숨을 잃었다. 새뮤얼 페피스는 자신의 일기에 이 당시 역병에 대해서 기록한 바 있다. 1665년 9월 4일자 일기에서는 "도시를 떠나기 전까지만 해도 일주일에 칠천 사백명이 죽었는데 그 중에서 병으로 사망하는 자가 육천 명에 달했다. 낮이고 밤이고 종소리만 울릴 뿐 조용하였다"고 적었다.

#### 런던 대화재 (1666년)
대역병이 휩쓸고 간 런던시에 또다른 대재앙이 닥치고 말았는데, 바로 런던 대화재였다. 아이러니하게도 런던 대화재는 역병 해소에 기여하기도 하였다. 1666년 9월 2일 일요일 새벽 1시, 런던시 남부의 푸딩 레인에 있던 한 빵집에서 시작된 불은 동풍을 타고 주변으로 빠르게 번져나갔다. 주택을 부수어 불길을 잡는 방식으로 화재를 진압하려던 움직임은 시작부터 혼란에 빠지고 말았다. 이틀간 타오르던 불은 화요일 밤에 바람이 다소 잦아들면서 수요일부터 누그러들게 되었고, 목요일에는 어느정도 불길이 잡히는 듯 보였으나, 같은날 저녁 템플 일대에서 불길이 다시 치솟았다. 화약을 써서 일부 가옥을 한번에 터뜨려 철거하는 방법까지 동원된 끝에서야 화재가 완전히 진압될 수 있었다. 이후 런던 대화재를 기리기 위한 기념비가 조성되었는데, 기념비 명문에는 화재의 원인이 '가톨릭교도의 광란' (Popish frenzy) 탓이라는 문구가 약 150여년간 새겨져 있기도 했다.

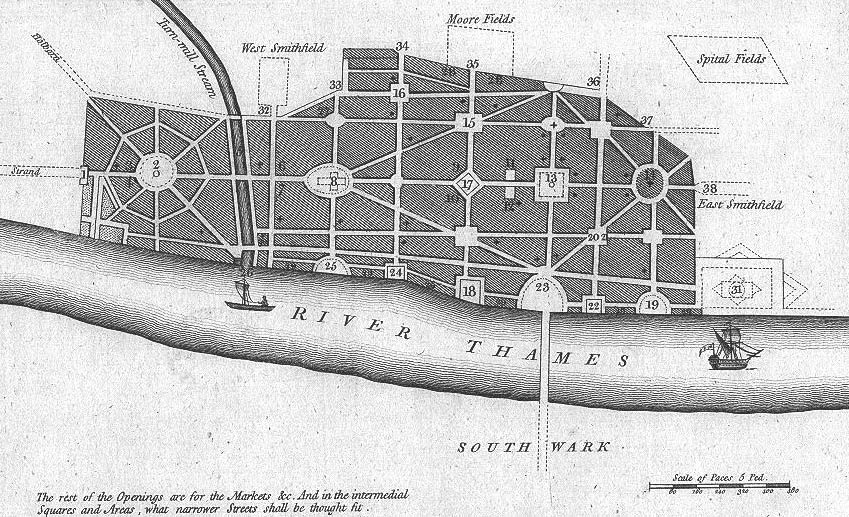
대화재 이후 존 이블린의 런던시 재건 계획안

이 화재로 도시의 60%에 달하는 면적이 불에 탔다. 옛 세인트 폴 대성당과 교구 교회 87곳, 동업조합소 44곳에 왕립거래소도 소실되었다. 그러나 인명피해는 놀라울 정도로 적었는데, 최대 16명에 불과했던 것으로 전해진다. 대화재 이후 며칠간 런던시의 재건 계획에 관한 세 가지 방안이 국왕 앞에 바쳐졌는데, 각각 크리스토퍼 렌, 존 이블린, 로버트 후크의 것이었다.
크리스토퍼 렌의 청사진을 보면, 런던의 남북축과 동서축 방면으로 큰 대로를 내고, 모든 교회를 눈에 잘 띄는 위치로 각각 떨어뜨려 이전하며, 웬만한 공공장소는 드넓은 광장으로 바꾸고, 기존에 따로 세워진 대표 동업조합소 12곳을 길드홀에 딸린 하나의 일반 광장으로 통합할 것이며, 블렉프리어스에서 런던탑에 이르는 템스 강변에 잘 조성된 부두를 세운다고 되어 있었다. 렌은 새 도로를 낼 때에도 직선으로 곧게 내고, 그 도로의 폭도 30피트, 60피트, 90피트의 세가지 규격에 맞추도록 정하고자 하였다. 존 이블린의 계획에는 세인트 던스탠인더이스트 교회에서 세인트 폴 대성당까지 동서로 거리를 내는 방안과, 강변을 따라서 부두나 연립주택을 내지 않는다는 점에서 렌의 계획안과는 사뭇 달랐다. 결과적으로 이들의 제안은 실현되지 못했다. 재건이 이뤄진 런던시는 옛 도로망을 고스란히 따르게 되었으며, 오늘날까지도 대다수의 도로가 살아남게 됐다.

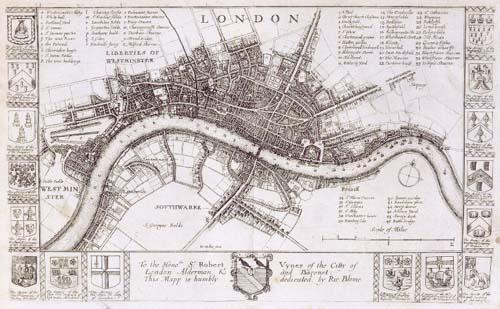
리처드 블롬의 런던시 지도 (1673년). 웨스트엔드 지역의 개발작업이 속도를 내기 시작한 시점의 모습이다.

그렇지만 신도시 런던은 옛 모습과는 달랐다. 귀족층 시민들은 원래 살던 동네 대신에 웨스트엔드에 새로 집을 지어 사는 쪽을 택했다. 이곳에 새로 조성된 세인트제임스와 같은 상류층 거주구역은 왕실 소유 궁전과 가깝게 지어져 있었는데, 처음에는 그 자리에 화이트홀 궁전이 있었다가 1690년대에 화재로 소실된 뒤로는 세인트제임스 궁전이 들어서게 됐다. 피카딜리 시골길을 따라서는 버링턴 하우스를 비롯한 조정 신하들 소유의 저택이 하나둘씩 세워졌다. 그리하여 중산층 상업인구가 많은 시티오브런던 지역과, 궁정계 귀족이 대다수인 웨스트민스터 지역의 분리가 이뤄지게 되었다.
한편 런던시에서는 목재로 된 건물의 자재를 석재와 벽돌로 대체하여 화재의 위험을 줄이려는 움직임을 보였다. 의회에서 제정된 1666년 런던 재건법에서는 "벽돌 시공은 단정하고 튼튼할 뿐만 아니라, 차후 화재의 위험으로부터도 안전하다"고 적혀 있다. 이 당시부터 목재로 지을 수 있는 건축 요소는 문틀과 창틀, 가게 앞면 정도만 남게 되었다.
크리스토퍼 렌은 비록 자신이 내세웠던 신 런던 구상안이 실현되지는 못했지만, 소실된 교구 교회와 세인트 폴 대성당을 다시 세우라는 명을 받게 되었다. 그의 손을 거쳐 새롭게 탄생한 세인트 폴 대성당은 바로크 양식의 돔 성당으로서, 완공 이후 150여년 간 런던을 대표하는 데 있어 제일가는 명소로 남게 되었다. 또한 로버트 후크는 도시 검사관으로서 런던 시내 주택가의 재건 과정을 두루 살피기도 하였다. 한편 대화재 이후 수십년간 런던 월 동쪽에 인접해 있던 이스트엔드 구역도 인구 밀집 지역으로 거듭나게 됐다. 런던의 각 부두는 하류 쪽으로 뻗어나가기 시작하였으며, 수많은 노동자를 끌어모아 부두시설 그 자체는 물론 가공무역과 유통무역업에 종사하게 되었다. 이들은 화이트채플, 와핑, 스테프니, 라임하우스 등지에서 빈민가 환경을 이루며 거주하는 경우가 많았다.
1683년~1684년 겨울에는 매서운 추위로 템스강이 결빙되면서 그 위에서 시민들이 장날을 여는, 이른바 '프로스트 페어' (frost fair)가 열렸다. 이 해 템스강의 결빙 기간은 크리스마스 7주 전, 크리스마스 6주 후까지로 역사상 가장 길었던 결빙기로 남아 있다. 1685년에는 낭트 칙령 폐지로 프랑스 위그노 신자들이 런던으로 대거 이주하는 사건이 벌어졌다. 이들은 스파이탈필드에서 실크 산업을 개척하였다.
이 때를 즈음하여 잉글랜드 은행이 설립되고, 영국 동인도 회사는 그 영향력을 넓혀가고 있었다. 런던로이즈 역시 17세기 말부터 영업에 들어갔다. 1700년 당시 런던은 잉글랜드 전체 상품 수입량 중 80%를, 수출량 중 69%를, 재수출량 중 86%를 담당하고 있었다. 상품 대다수는 아메리카와 아시아에서 건너온 비단, 설탕, 차, 담배 따위의 사치품이었다. 이 중에서 유독 높았던 재수출품 물량은 런던이 중개무역 도시로서의 역할을 하였다는 점을 확인케 한다. 17세기 당시 수많은 상공인이 활동하고 있었고 나중에는 대규모 공장까지 들어서게 되었지만, 정작 런던의 경제적 특성은 산업적 기반에 우선하여 이룬 것이 아니라, 훌륭한 무역 유통 중심지였기에 가능했던 것이다. 부쩍 우세해진 잉글랜드 상선들이 물품을 런던으로 운송했던 것은 국내 수요를 충족시킬 뿐만 아니라 유럽과 그 너머의 지역으로 재수출하려는 목적도 있었다.
네덜란드 출신이었던 윌리엄 3세는 런던에 별 관심이 없었으며, 오히려 도시에서 내뿜는 매연 때문에 천식에 시달렸다. 1691년 화이트홀 궁전에 처음으로 화재가 난 이후로는 노팅엄 저택을 사들여서 켄징턴 궁전으로 탈바꿈시켰다. 당시 켄징턴 지역은 그리 별 볼 일 없는 동네였으나 왕실 건물이 이전해온 뒤로 그 중요도는 상승하게 되었다. 켄징턴 궁전은 이후 국왕들 사이에서는 그다지 사랑받지 못했지만, 궁전을 지었다는 사실 자체만으로 런던시의 영역은 한발짝 넓어진 셈이 되었다. 한편으로 윌리엄 3세 재위 당시 런던시 경계선 밖에 자리잡았으나 지금은 완전히 런던시 내에 위치한 그리니치 병원이 영업에 들어갔다. 이곳은 퇴역 군인들을 위해 지난 1681년 지어진 첼시 병원만으로는 모자라게 되자 해군 전용으로 세워진 병원이기도 했다. 앤 여왕 치세에는 런던시 외곽에 거주하는 시민이 크게 늘어나자 이들을 위한 새로운 교회 50곳을 짓도록 허가하는 법령이 통과되었다.

### 18세기

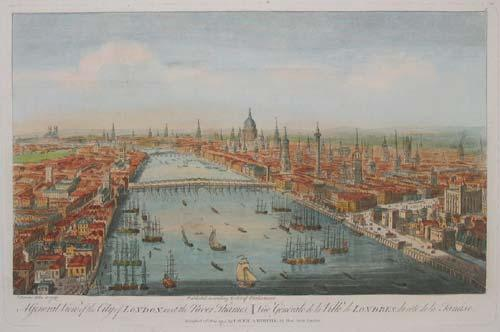
1751년 동쪽에서 바라본 런던시의 모습

18세기는 런던이 급속한 성장기에 들어갔던 시대로, 영국 인구의 증가와 산업혁명의 도래, 발전하는 대영제국의 심장이라는 점이 반영된 결과였다.
1707년 잉글랜드와 스코틀랜드의 병합을 승인하는 연합법이 양국 의회에서 통과되면서 '그레이트 브리튼 왕국'이 성립되었다. 이듬해 1708년에는 크리스토퍼 렌의 걸작 세인트 폴 대성당이 렌의 생일에 맞춰 완공되었다. 다만 첫 예배 자체는 그로부터 약 10년 전인 1697년 12월 2일에 열렸다. 지난 런던 대화재에서 완전히 소실된 옛 세인트 폴 대성당의 자리를 대체하게 된 신 대성당은 영국 내 바로크 건축의 정수로 손꼽힌다.

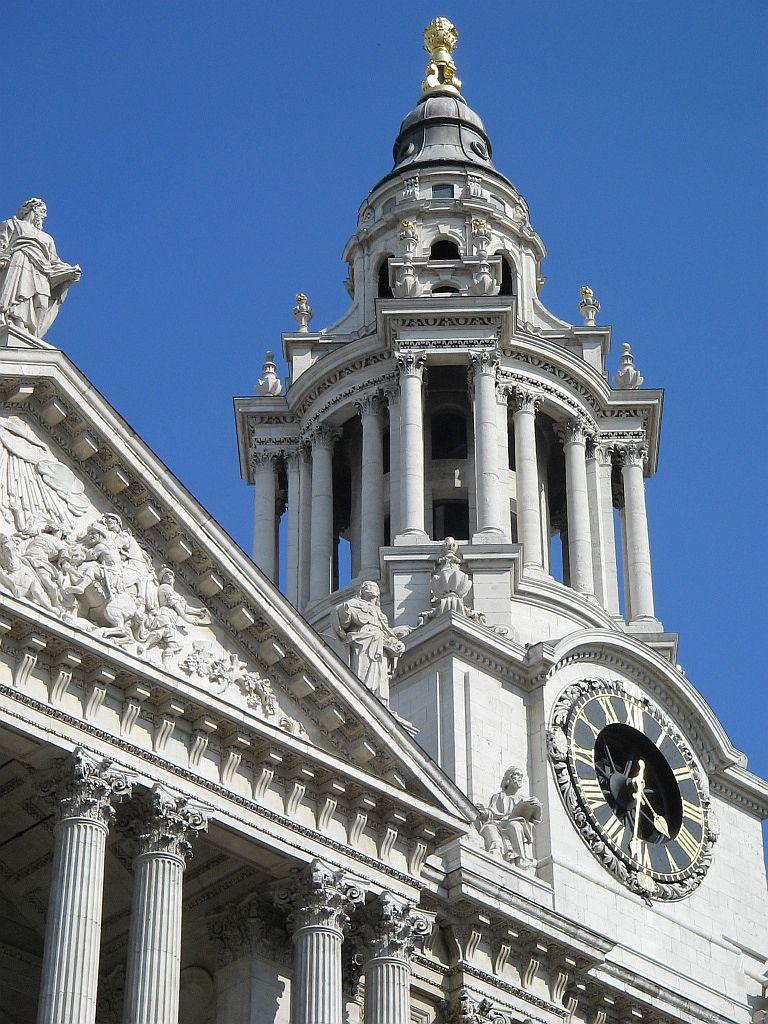
세인트 폴 대성당의 시계탑

17세기에는 여러 나라의 상인들이 화물과 상품을 거래하기 위해 런던으로 건너왔다. 여기에 이민자의 수도 증가하면서 런던 인구수는 더더욱 늘어갔다. 뿐만 아니라 일자리와 사업을 위해 런던으로 이주하는 시민들도 생기면서 런던은 크고 북적거리는 도시가 되었다. 7년 전쟁 당시 영국의 승리로 대외적 입지가 올라갔으며, 새로운 대규모 무역시장도 하나둘씩 개방된 점도 런던의 번영에 불을 지폈다.
조지 왕조 시기 런던은 옛 경계선 그 너머의 지역으로 팽창하면서 가속도가 붙었다. 이는 당대 제작된 런던 상세도에서도 드러나는 사실인데, 존 로크가 1741~45년에 그린 지도와 1746년에 그린 지도가 대표적인 입증 사례다. 웨스트엔드에 거주하던 부유층을 위해 메이페어 등의 새로운 지구가 조성되었고, 템스강에 지어진 새 다리로 사우스런던과 이스트런던 지역의 개발도 가속화되었으며, 런던항은 런던시로부터 하류 쪽으로 연장되었다. 이 당시는 아메리카의 영국 식민지들이 반란을 일으키던 시대이기도 해서, 1780년에는 제2차 대륙회의 의장이었던 헨리 로렌스가 미국인으로는 유일하게 런던탑에 투옥되기도 하였다. 당시 영국 해군은 영국-네덜란드 전쟁의 단초가 된 미국-네덜란드 조약 체결의 책임을 물어 반역죄로 그를 기소, 미국으로 돌아가던 항해 도중에 체포하여 수감시켰다. 로렌스는 1781년 12월 21일 미국 측이 콘월리스 후작을 인도하는 것을 조건으로 런던탑에서 풀려났다.
1762년 조지 3세는 버킹엄 공으로부터 '버킹엄 하우스'를 넘겨받았다. 이곳은 오늘날 버킹엄 궁전이라 부르는 곳으로, 차후 75년간 존 내시를 비롯한 여러 건축가에 의해 수차례 확장 공사를 거치게 되었다. 같은 시기 영국에서는 이른바 '커피하우스 시대'에 접어들며, 일종의 사회현상으로 번져나가게 되었다. 커피의 전래로 문을 열게 된 커피하우스는 각자의 의견을 자유롭게 논하는 장소로 인기가 많았다. 여기에 문해율 증가와 출판업의 발달로 여러 소식을 널리 전할 수 있는 여건이 갖춰지게 되었다. 특히 플리트 스트리트는 이제 막 첫발을 내딛은 전국 언론의 중심지 역할을 하였다.

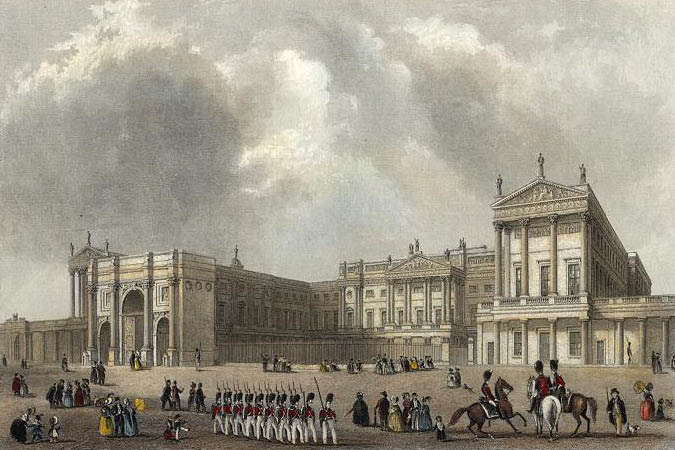
1837년의 버킹엄 궁전

18세기 런던은 범죄가 끊이질 않았다. 1750년에는 런던 최초의 치안기동대인 보우가의 주자 (Bow Street Runners)가 설립되었다. 상당히 경미한 범죄에 대해서도 사형이 선고되는 등 범죄에 대한 형벌도 가혹했다. 공개 교수형 역시 런던시에서는 흔한 일이었으며, 대중적인 행사로 취급됐다. 1780년에는 로마 가톨릭교 자유화에 반대하여 조지 고든 경 주도로 신교도들이 봉기한 고든 폭동이 런던시를 휩쓸고 갔다. 이 과정에서 가톨릭계 성당과 주택이 극심한 피해를 입었으며, 폭동에 가담한 시민 285명이 목숨을 잃었다.
18세기 중반에 들어와서도 런던 교는 템스강을 가로지르는 유일한 건널목이었지만, 1750년 웨스트민스터 교가 완공되면서 역사상 처음으로 두 개 이상의 건널목으로 강을 건너갈 수 있게 되었다. 1798년 프랑크푸르트 은행가였던 네이선 메이어 로스차일드가 런던에 도착하여 아버지 암셸 마이어 폰 로트실트로부터 물려받은 거액의 유산으로 로스차일드 은행을 건립하였다. 로스차일드 은행은 각국의 철도 건설이나 수에즈 운하 관련 공사를 비롯한 수많은 대규모 건설 프로젝트에 자금을 지원하였다.
18세기는 미국 식민지의 독립이나 런던 내에서 여러 가지 불행한 사건이 벌어졌던 세기였지만, 위대한 변화와 계몽의 시대이기도 했다. 이런 모든 요소는 19세기 근대의 형성으로 이어지게 된다.

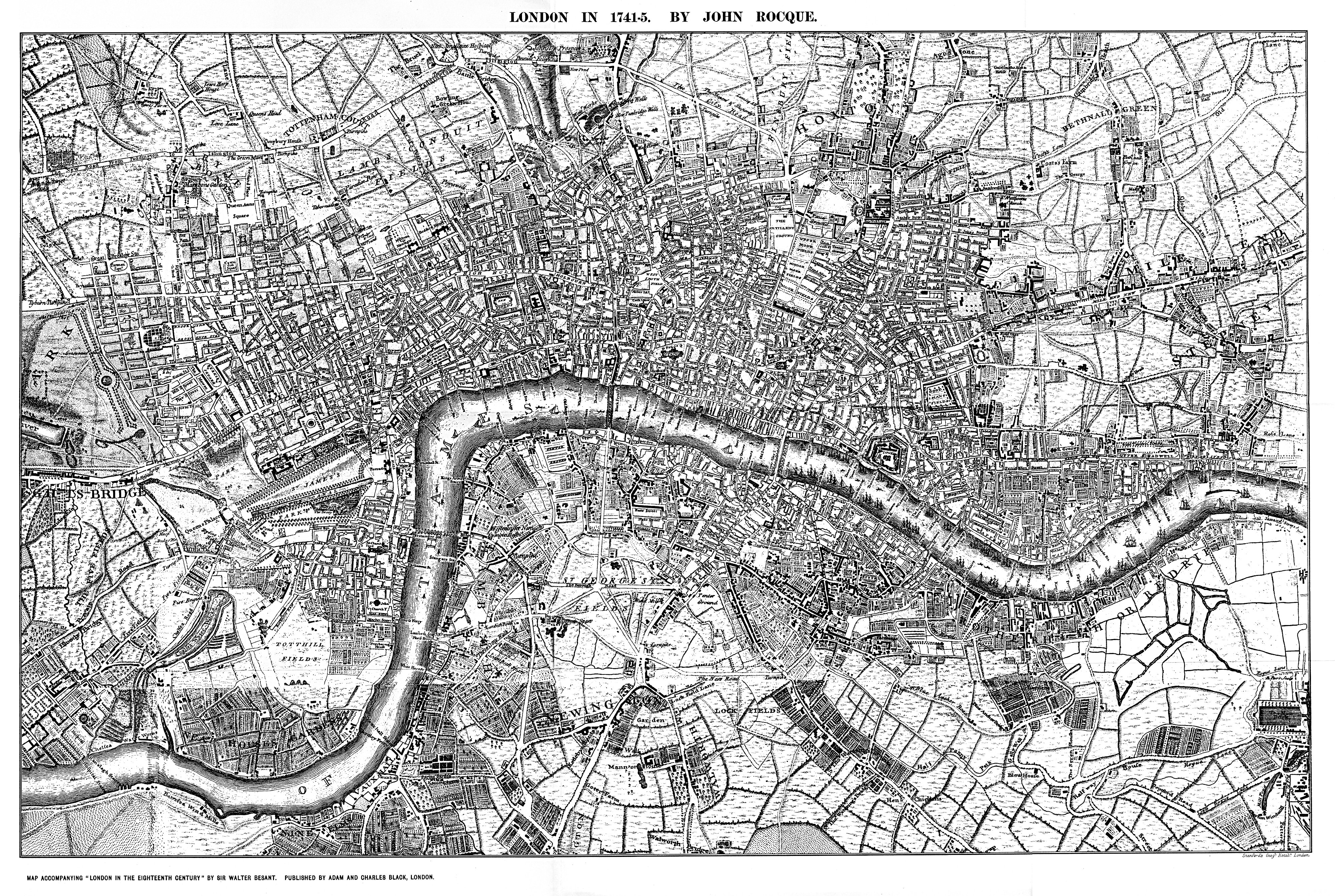
존 로크의 런던시 지도 (1741~45년)

### 19세기

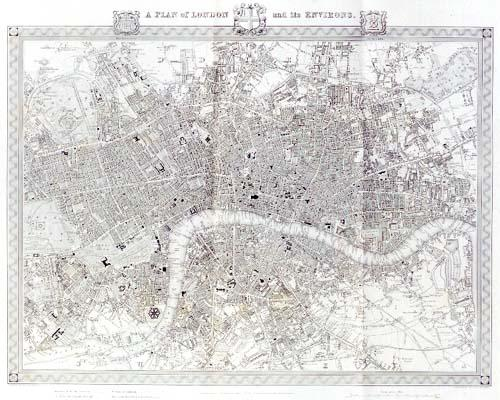
1845년 R 크라이튼의 지도를 바탕으로 J. 워커와 C. 워커가 판화로 제작한 런던 지도. 웨스트엔드 일대 각 지역이 완전히 개발되고, 이스트엔드의 영역도 시티오브런던의 동쪽 경계를 확실히 넘어선 모습을 확인할 수 있다. 여기에 템스강의 다리가 여러 개로 늘어나면서 사우스런던 일대는 급속한 개발에 들어갈 수 있었다.

19세기에 접어들면서 런던은 대영제국의 수도이자 세계 최대의 도시로 변모해 갔다. 런던의 인구수는 1800년 기준 100만 명에서 1900년 670만 명으로 급격히 늘었다. 이 시기 런던은 세계적인 정치, 금융, 무역수도로 자리매김하였으며, 한 세기 내내 독보적인 지위를 유지해 왔다. 파리와 뉴욕 시 등이 런던의 입지를 넘볼 만한 경쟁 도시로 성장한 것은 세기말의 일이었다.
19세기의 런던은 영국의 경제력 확대와 더불어 부유해져 가는 도시였지만, 동시에 수백만 인구가 밀집 지역에 살며 비위생적인 슬럼가를 이루는 가난의 도시이기도 했다. 이 당시 빈곤층의 삶은 찰스 디킨스의 <올리버 트위스트>와 같은 여러 문학작품으로 길이 전해지게 되었다.
1810년 프랜시스 베어링과 에이브러햄 골즈미드가 사망하면서 로스차일드는 런던 최대의 은행자본가로 등극하게 되었다. 1829년 당시 내무대신이자 훗날 영국 총리에 오르는 로버트 필이 런던 전역을 포괄하는 경찰 조직으로 런던광역경찰청을 처음 설립하였다. 이런 기원 덕에 런던 경찰은 로버트 필의 이름을 따서 '보비' (bobbies)와 '필러' (peelers)란 별명을 얻게 됐다.
19세기 런던이 받아들인 또다른 변화는 철도의 출현이었다. 새로운 광역 도시철도망 덕분에 중산층과 부유층이 도심부로 통근할 수 있게 되면서, 런던 인근 지방에 교외 시가지가 개발되기 시작했다. 이는 겉보기에는 런던이 대거 팽창할 수 있도록 촉진시킨 계기가 되었으나, 부유층일수록 교외 지역으로 이사가고 도심에는 빈곤층만 남게 되어 계층간의 거주지 분열을 심화시키기도 했다.
런던에 건설된 최초의 철도 노선은 런던 브리지에서 그리니치까지 이어진 노선으로 1836년에 개통되었다. 머지않아 영국 각지와 연결되는 대규모 철도 터미널역이 런던시 곳곳에 들어섰는데 유스턴 역 (1837년), 패딩턴 역 (1838년), 펜처치 스트리트 역 (1841년), 워털루 역 (1848년), 킹스 크로스 역 (1850년), 세인트 팬크라스 역 (1863년)이 대표적이었다. 1863년에는 런던 지하철의 첫 노선이 개통되면서 지하철 시대가 열렸다.
런던의 도시권역은 빠르게 성장하여 이즐링턴, 패딩턴, 벨그라비아, 홀본, 핀스베리, 쇼디치, 서더크, 램버스 일대로 뻗어나갔다. 19세기 중반에 이르러서부터는 런던시의 낡은 지방 행정체계가 한계에 부딪혀, 중세시대에 설정된 교구 체계만으로는 급속한 도시인구 성장에 대응하기가 힘들어지게 되었다. 결국 1855년 도시 성장에 따라 적절한 도시 인프라를 구축하기 위한 행정주체인 광역권사업위원회 (Metropolitan Board of Works, MBW)가 설치되었다.
광역사업위에 설정된 첫번째 임무는 바로 런던의 위생 문제였다. 이 당시 런던시에서 발생되는 오수는 정화과정 없이 바로 템스강에 흘려보내던 실정이었고, 이는 1858년 대악취 사건 (The Great Stink)이라는 참사로 이어졌다. 결국 영국 의회는 런던시의 대규모 오수거 체계 구축안을 광역사업위 주도로 실시할 것을 승인하였다. 당시 건설 작업에 투입됐던 대표적인 토목기술자로 조셉 베절제트가 있었다. 베절제트는 오수 처리와 깨끗한 식수 공급에 쓰일 배수로와 파이프를 런던 지하층에 부설하는 작업을 총괄 감독하였는데, 당시 건설된 하수도의 길이만 2,100km가 넘어, 19세기 최대 규모의 토목 사업으로 꼽힌다. 런던시의 하수도 체계가 완성되자 런던 내 사망자수는 급격히 줄어들었으며 콜레라를 비롯한 전염병의 발생도 줄어들었다.  이렇게 구축된 하수도는 오늘날까지도 여전히 사용되고 있다.
19세기 런던에서 벌어진 가장 유명한 사건으로는 수정궁에서 개최된 1851년 만국 박람회를 들 수 있다. 전세계 약 600만 명의 관람객이 다녀가면서, 대영제국 번영의 절정을 전시하는 기회로 삼게 되었다. 이처럼 거대 제국의 수도였던 런던은 영국령 식민지와 가난한 유럽 국가 출신의 이민자들을 끌어모으기도 했다. 빅토리아 시대 들어서 런던에 정착하는 아일랜드인이 대거 늘어났는데, 1845~49년 아일랜드 대기근으로 새로이 정착한 난민들이 특히 많았다. 한때 런던 전체 인구 중 가톨릭계 아일랜드인의 비중이 20%에 달하기도 하였으며, 빈민가에 몰려 사는 경우가 흔했다.

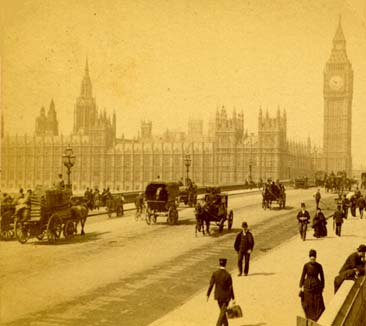
1890년대 웨스트민스터 교에서 바라본 국회의사당

1888년 런던 광역권을 묶는 신 행정구역인 런던 군 (County of London)이 설치되었다. 런던군의 행정주체는 런던 군의회가 맡게 되었으며, 런던 최초의 직선제 행정청으로서 임명제였던 광역권사업위원회를 대체하게 되었다. 런던 군은 런던의 광역권 전역을 포괄하여 설정되었지만, 나중에는 광역권이 런던 군의 경계를 넘어서 성장하게 되었다. 1900년 런던 군은 28개의 광역구 (metropolitan borough)로 분할되었으며, 하나의 군의회 산하에 각 광역구별 행정부를 구성하게 되었다.
이밖에도 19세기 런던에서는 수많은 유명 건축물이 세워졌는데 트라팔가 광장, 빅 벤, 국회의사당, 로열 앨버트 홀, 빅토리아 앨버트 박물관, 타워 브리지이 여기에 해당된다.

### 20세기

#### 1900~1939년

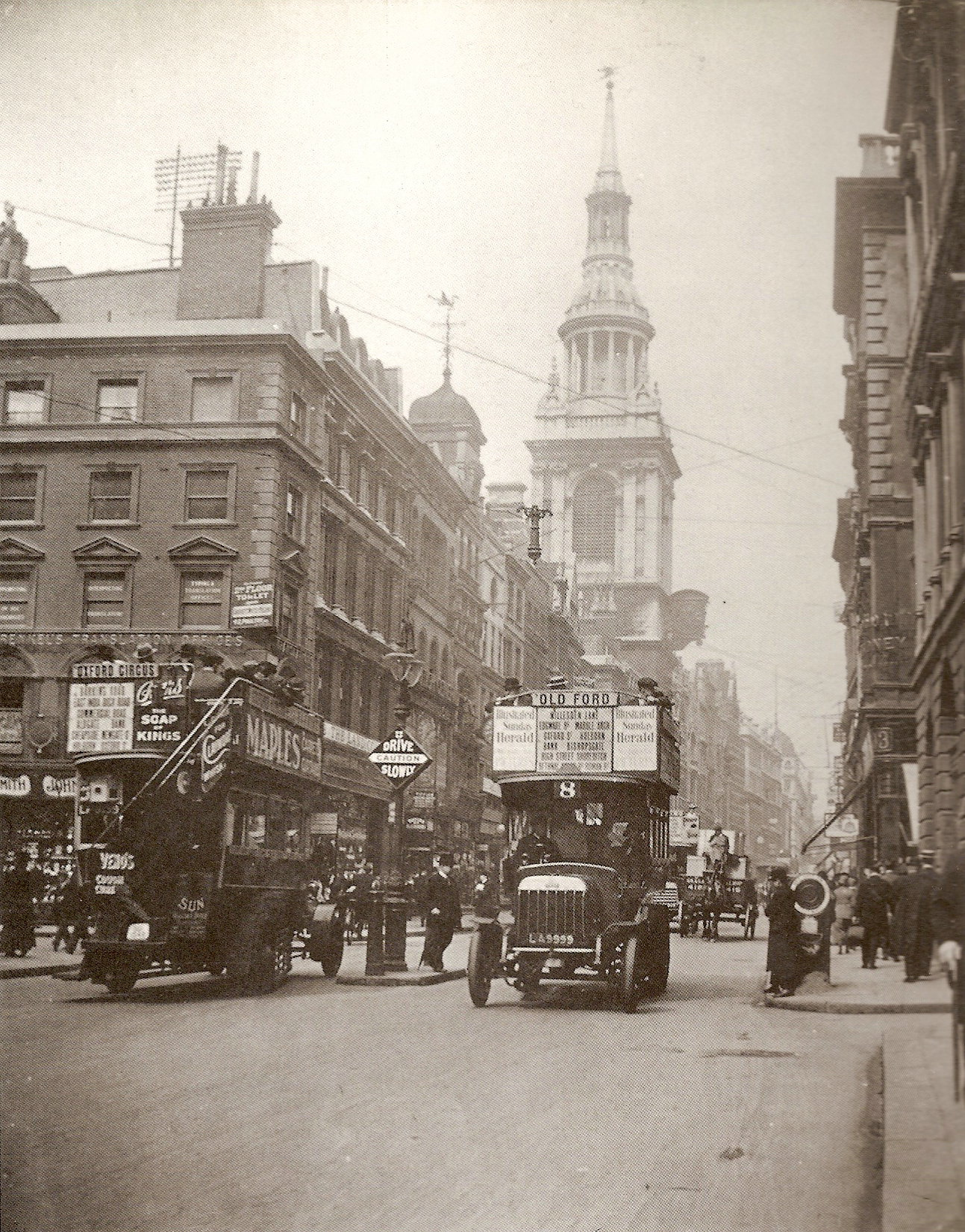
칩사이드 거리 사진 (1909년). 뒤쪽으로 세인트 메리르보 교회가 보인다.

20세기가 시작되자 런던은 역사상 가장 거대한 제국의 수도로서 그 영향력의 최절정을 이루었으나, 시대가 흐르며 조금씩 여러 난관에 부닥치게 되었다.
런던의 인구는 20세기 초반 들어서도 여전히 급속한 성장을 이루었으며, 대중교통 역시 크게 확대되었다. 런던군의회 당국은 '런던 군의회 트램망' (London County Council Tramways)란 이름으로 대규모 트램 노선망을 운영하였으며, 1900년대에는 최초의 버스 노선이 운행을 개시하였다. 런던의 지상철과 지하철망 역시 꾸준히 진행되는 대대적인 전력화 사업을 비롯해 개선 공사가 이뤄졌다.
제1차 세계 대전 당시 런던 시는 독일군의 제펠린 비행선에 의해 역사상 처음으로 공습을 당했다. 이 폭격으로 약 700여명이 사망하였고 시민들 사이에서 엄청난 공포감을 심어주었으나, 이는 앞으로 다가올 참사에 비하면 한낱 맛보기에 지나지 않았다. 제1차 세계 대전 중 런던시에서 벌어졌던 가장 큰 폭발 사건은 실버타운 폭발 사건으로, TNT 50톤을 보관하던 군수품 공장이 폭발해 73명이 숨지고 400여명이 다쳤다.
두 차례의 세계대전 사이 시기 런던시의 지리적 범위는 역사상 유래없는 빠른 속도로 확장되기 시작했다. 런던 시민들의 주택 취향도 바뀌어서, 기존에는 테라스 하우스를 선호하던 사람들이 좀 더 '시골 같은' 라이프스타일을 추구하면서 저밀도 교외 지역의 주택, 대표적으로 세미디태치식 주택 (한쪽 벽면을 이웃집과 공유하는 형태)를 선호하게 되었다. 이 같은 변화는 트램과 지하철을 아우르는 런던 철도망이 계속해서 확장되었을 뿐만 아니라 차량 보유인구도 조금씩 늘고 있던 상황이었기에 가능했다. 런던시의 교외 시가지는 런던군의 경계를 넘어서 에식스, 허트퍼드셔, 켄트, 미들섹스, 서리 등의 인접 군으로까지 확대되었다.
1930년대 대공황이 닥쳤을 당시 런던시는 영국의 여느 도시가 다 그렇듯 극심한 실업 문제를 겪었다. 당대 이스트엔드 지역에서는 극좌파와 극우파 정당이 득세하여, 그레이트브리튼 공산당과 브리티시 파시스트 연맹 모두가 상당한 지지를 받았다. 이러한 좌우파간의 정치적 신경전은 1936년 케이블 스트리트 전투로 막을 내린다. 한편으로 나치 독일의 탄압을 피해 이민 온 다수의 유태인들도 이스트엔드 지역을 중심으로 거주하게 되었다. 1939년 런던 인구는 역사상 최고 규모인 860만 명에 도달하였다.
1920~1930년대 런던 지방 정계를 대표하는 인물로 노동당 소속 정치인이었던 허버트 모리슨이 있었다. 모리슨은 1922년 해크니 시장과 런던군의회 의원에 당선되었으며, 당시 수상이었던 램지 맥도널드 내각에서 교통성장관을 잠시 역임하였다. 1934년 노동당이 런던군의회의 다수당이 되자, 모리슨은 군의회 대표로써 런던 시정을 이끌었다. 그는 우선 런던 승객교통 위원회 (London Passenger Transport Board, 일명 런던 교통위)를 만들어 버스, 트램, 트롤리버스 노선망을 지하철망과 통합하는 정책을 취했다. 그리고 워털루 교 건설 사업의 예산조달과 공사과정을 이끌었고, 런던 외곽을 대상으로 세계 최초의 광역권 그린벨트를 지정하였으며 빈민가 철거, 학교시설 확충, 공공부조 정책을 개혁하였다.

#### 제2차 세계 대전

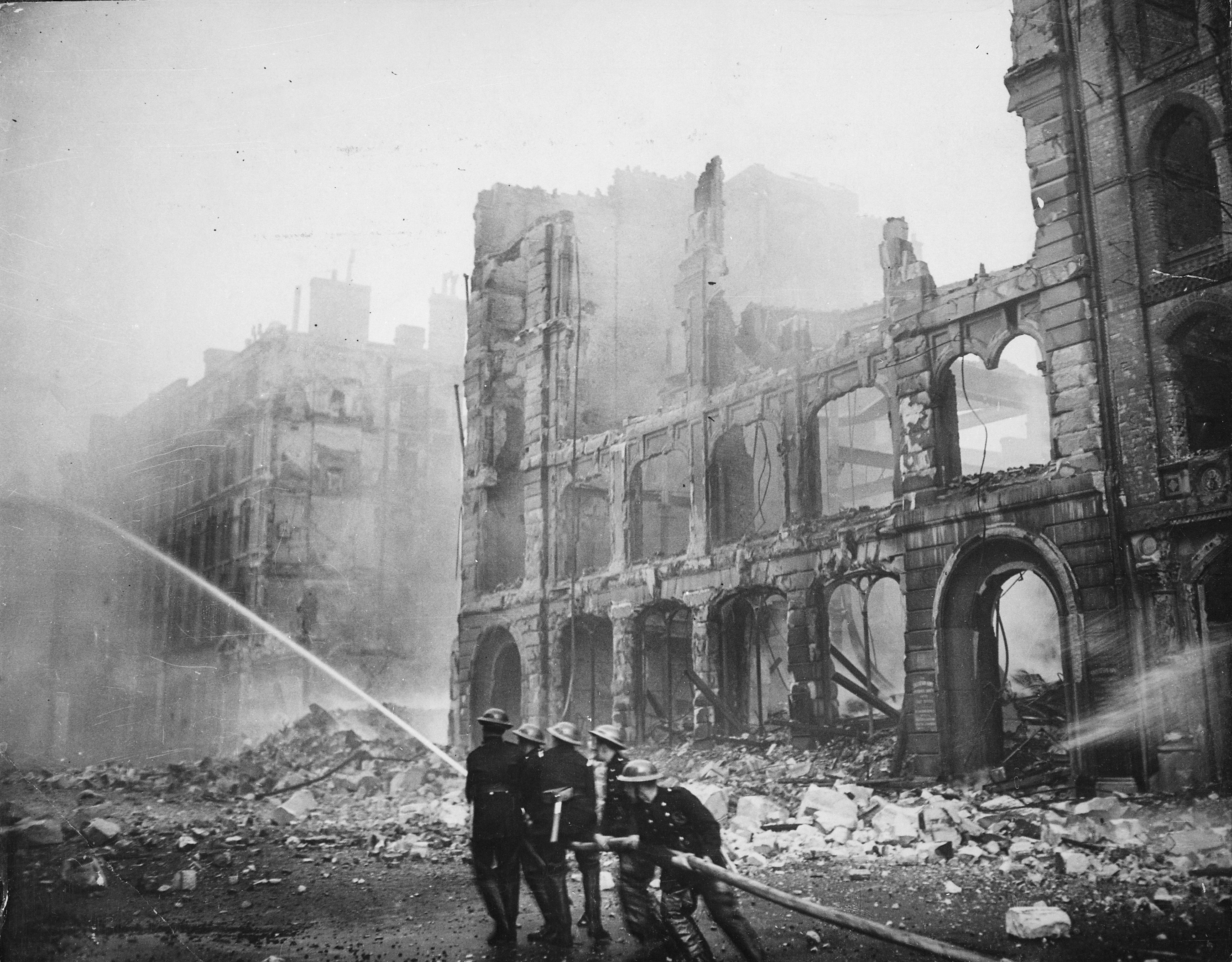
1941년 런던 대공습 당시 공습으로 발생한 화재를 소방수들이 진압하는 모습

제2차 세계 대전 당시 런던은 영국의 주요 도시와 마찬가지로 수많은 피해를 겪었으며, 그 중에서도 특히 나치 독일군의 루프트바페에 의한 대대적 공습을 당했는데 이를 런던 대공습 (The Blitz)이라 한다. 공습 직전 소개령에 따라 런던 시에 거주하던 유소년층 수십만 명이 인근 지방으로 피난하였다. 나머지 런던 시민들은 각 지하철역을 대피소 삼아 공습을 피했다.
런던 대공습 당시 폭격이 가장 극심했던 시기는 1940년 9월 7일부터 이듬해 1941년 5월 10일까지였다. 이 당시 런던시에는 71차례에 걸친 공습에 고성능 폭탄 18,000톤이 투하되었다. 1940년 12월 공습 도중에는 이른바 '제2차 런던 대화재'가 발생해, 거대 화염폭풍이 시티오브런던 일대를 휩쓸면서 수많은 역사적 건축물을 파괴하였다. 세인트 폴 대성당도 그 중 하나였으나 다행히 완전 소실되지는 않았고, 이 당시 연기에 휩싸인 대성당의 사진은 런던 대공습을 대표하는 유명한 이미지가 되었다.
영국 공략에 실패한 히틀러는 동부 전선으로 눈을 돌렸고, 이에 따라 이전과 같은 반복적인 공습은 줄어들게 되었다. 다만 1944년 초 '런던 소공습' (Little Blitz)라는 소규모 공습이 한차례 더 있었다. 종전을 향해가던 1944~45년 경에는 유럽 대륙 내 나치 독일 점령지에서 쏘아올린 무인 V-1 비행폭탄과 V-2 로켓으로 또다시 큰 공격을 받게 되었다. 이런 로켓 공습은 연합군이 발사지대를 점령하고 나서야 비로소 끝나게 되었다.
제2차 세계 대전으로 런던시는 수많은 타격과 큰 인명피해를 입었으며 그 중에서도 도클랜즈 지역이 제일 심했다. 종전 당시 그간의 공습으로 사망한 런던 시민은 약 3만 명에 달했으며, 중상자도 5만 명이 넘었다. 건물 피해건수는 수만 건이었으며, 집을 잃은 시민은 수십만 명에 달했다.

#### 1945~2000년

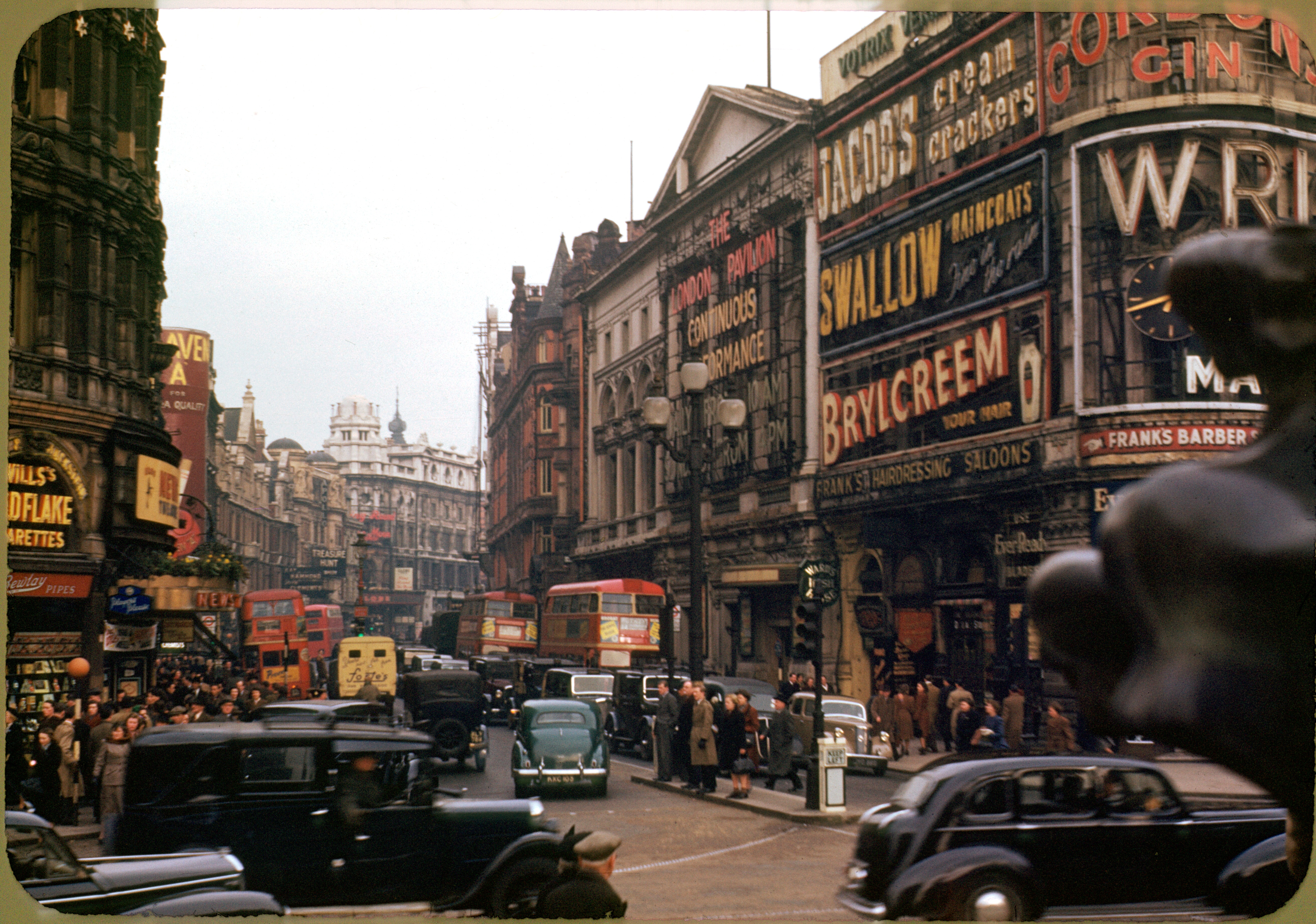
1949년 샤프츠버리 애비뉴의 풍경

제2차 세계 대전이 종전된 지 3년 뒤인 1948년 웸블리 스타디움에서 하계 올림픽 대회가 개최되었다. 이 시점에서 런던은 전쟁의 상흔으로부터 간신히 회복되고 있는 중이었으며, 재건 계획 역시 본격적으로 시작되었다기엔 더딘 속도였다. 하지만 1951년 '영국제' 박람회 개최로 낙관주의와 미래지향적 분위기가 조성되고 있었다.
종전 직후 런던이 직면한 가장 큰 문제는 주택 부족 문제였다. 전쟁으로 런던 시의 수많은 주택이 파괴되면서 주택 수요가 극심해졌고, 당국은 이에 대한 대처로 고층아파트 단지 공급 정책을 취했다. 이렇게 하나둘씩 들어선 고층아파트는 나중에는 인기를 끌지 못한 것으로 드러났지만, 1950~60년대 런던시의 스카이라인이 급격히 바뀌는 계기가 되었다. 한편으로 인구 과밀 상태인 지역 내 거주민을 분산시키기 위해 런던 주변 지방에 새로 조성되는 뉴타운으로 이주할 것을 권장하는 정책이 시작되었다.
19세기부터 20세기 중반에 이르기까지 런던 시민들은 주택 난방에 석탄을 연료로 활용하였는데, 적잖은 양의 매연이 유발되어 각 가정의 굴뚝을 타고 공기 중으로 고스란히 배출되었다. 여기에 런던의 기후 여건이 더해져 특유의 스모그 현상이 발생하였는데, 그 빈도가 잦았던 덕에 런던은 이른바 '런던 스모그' (London Fog), '농무' (Pea Soupers)의 도시로 유명해졌다. 이런 환경의 정점을 찍은 사건은 1952년 발생한 대스모그로, 무려 닷새 동안 스모그가 그치질 않아 4천 명이 넘는 시민이 목숨을 잃었다. 이 참사로 매연이 발생하지 않는 연료만 허가하는 '무매연 구역' (smokeless zones)를 지정토록 한 1956년 공기청정법이 제정되었으며 실질적인 효과를 보았다.

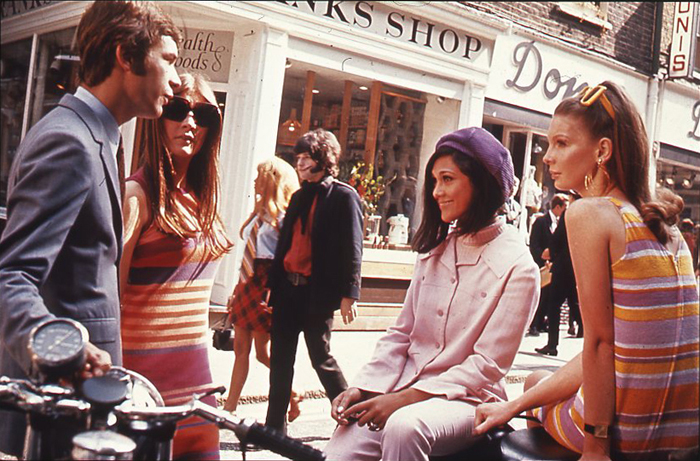
1960년대 카나비 스트리트의 청년들

1960년대 중반 들어서 런던은 때마침 비틀즈나 롤링 스톤스 같은 영국 뮤지션의 성공에 일부 힘입어 전세계 청년 문화의 중심이 되었다. 그 대표적인 예로 카나비 스트리트를 전세계 청년 패션계에 있어 누구나 알 법한 이름으로 바꿔버린 하위문화, 스윙잉 런던 (Swinging London)을 들 수가 있다. 이러한 청년 패션의 트렌드 선도 역할은 뉴웨이브 음악과 펑크 락의 시대였던 1980년대에 들어와서도 굳건히 유지되었고, 1990년대 브릿팝 시대가 도래할 때까지 이어지게 되었다.
1950년대부터 런던은 수많은 이민자들이 정착한 도시가 되었으며, 그 중 다수가 자메이카, 인도, 방글라데시, 파키스탄을 비롯한 영연방 국가 출신이었다. 이는 런던의 면모를 극적으로 바꿔놓았으며 유럽 내에서 민족다양성이 가장 풍부한 도시 중 하나로 떠올랐다. 허나 새 이민자의 포용 과정은 마냥 쉽지만은 않았으며, 1980년대 초 브릭스턴 폭동 사건 등으로 민족 간의 갈등이 수면위로 떠오르게 되었다. 한편 1970년대 초부터 1990년대 중반까지 북아일랜드 문제를 둘러싸고 분쟁 (The Troubles)이 벌어지면서, 런던은 PIRA 단체가 주도하는 테러 공격에 거듭 시달리게 되었다.
한편 런던의 팽창 속도는 전쟁과 광역 그린벨트 지정의 영향으로 줄어들게 되었다. 동시에 그간 확대된 런던시 권역을 행정구역 체계에 반영하기 위해 1965년 런던 군과 런던 군의회가 폐지되고, 관할구역을 확대한 행정구역인 그레이터런던과 그레이터런던 의회 (GLC)가 출범하였으며 그 산하에 32개 런던 구를 새로 지정해 두는 것으로 바뀌었다. 그레이터런던의 인구는 종전 이후 수십년간 조금씩 줄어들어, 1939년 역대 최고치인 860만 명에서 1980년대 680만 명으로 감소하기에 이른다. 하지만 런던의 강력한 경제력과 도시 자체에 대한 긍정적 인식 확대에 따라 1980년대 말부터 인구수가 다시 증가세로 회귀하였다.
런던이 전통적으로 지녀왔던 '주요 항구'로서의 지위는 전후 수십년간 급격히 사그라들게 되었는데, 이는 옛 도클랜즈 항구가 더 이상 대형 최신 컨테이너 선박을 수용할 수 없게 되었기 때문이었다. 그밖의 웬만한 항구들은 펠릭스토나 틸베리 등지의 하류지대로 옮겨갔다. 도클랜즈 지역은 대부분 버려진 땅으로 남게 되었으나 1980년대 중반부터 아파트 단지와 사무단지로 개발되었다. 비슷한 시기인 1982년에는 북해의 조수가 런던시로 밀려오는 것을 방지하기 위한 템스 배리어 (Thames Barrier)가 완공되었다.
1980년대 초 켄 리빙스턴이 이끄는 그레이터런던 의회와 마거릿 대처의 보수당 정권 간의 정치적 대립 끝에 1986년 그레이터런던 의회가 폐지되었고, 그 권한은 대부분 각 런던 구청으로 이관되었다. 이로써 그레이터런던은 중앙 행정부가 존재하지 않는 세계 유일의 대도시권으로 남게 되었다. 그러나 2000년 토니 블레어의 노동당 정권 시기 그레이터런던 당국 (GLA)가 설치되면서 중앙 행정부가 부활되었으며, 관할 지역도 이전과 같이 그레이터런던 일대로 설정되었다. 그레이터런던 당국이 지닌 권한은 옛 그레이터런던 의회 시절과 비슷했으나, 그 구조상 런던 의회와는 별도로 런던 시장이 직선제로 선출된다는 점에서 달랐다. 2000년 5월 4일 처음 치러진 런던 시장 선거에서는 켄 리빙스턴이 다시 시장 자리에 올랐다. 런던은 잉글랜드의 9개 지방 중 하나로 인정받았으며, 대외적으로는 뉴욕과 도쿄를 잇는 세계도시로 부상하고 있었다.

### 21세기

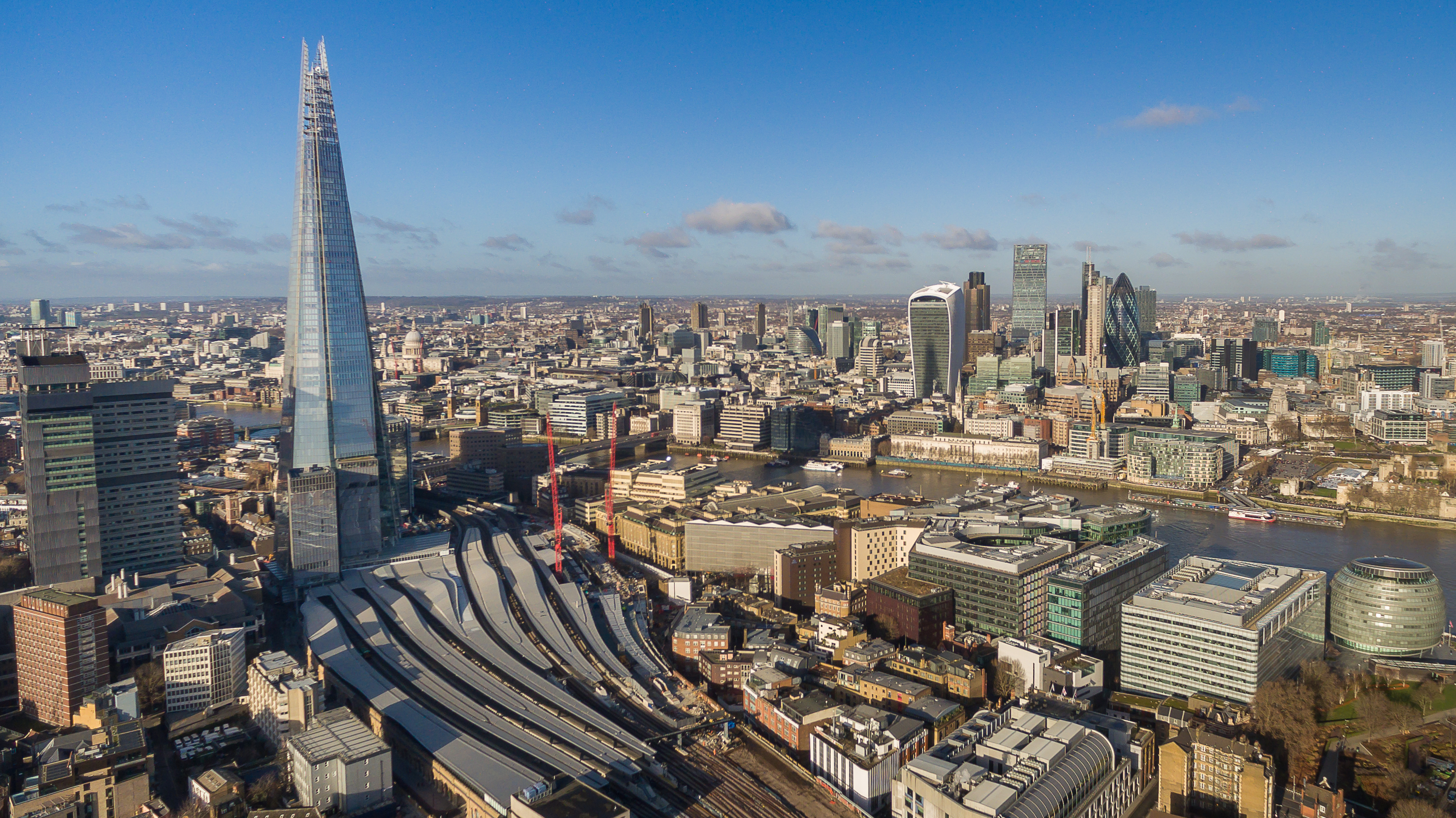
21세기 런던의 상징인 초고층빌딩 더 샤드

21세기로 넘어오면서 런던은 새천년을 기념하기 위한 두 가지 건축물을 맞이하였는데, 하나는 호된 악평을 받았던 그리니치의 밀레니엄 돔, 다른 하나는 세계 최대 규모의 대관람차인 '밀레니엄 휠', 즉 런던 아이였다. 런던 아이는 원래 임시로 지어졌다 철거될 운명이었으나 영구 운영으로 전환되면서, 해마다 400만 명이 넘는 관광객이 방문하는 명소로 부상했다. 이 밖에도 내셔널 로터리 (국민복권)의 거금 예산 지원으로 런던의 기존 관광지를 탈바꿈하는 공사가 이어졌는데, 대표적으로 대영박물관 중앙광장 증축 프로젝트가 있었다.
2004년 켄 리빙스턴 런던 시장의 제안으로 마련된 런던 플랜 (London Plan)은 광역청 차원의 종합 도시 계획을 담고 있는데, 여기서 런던의 인구가 오는 2016년까지 810만 명으로 늘고 그 이후로도 계속 증가세를 보일 것이라고 전망했다. 이는 실제로도 런던의 인구밀도가 증가하고, 현대적인 양식의 고층 건물이 점점 늘어가고 있는 추세로 반영되었다. 여기에 대대적인 대중교통망 확충안으로도 이어졌으나, 크로스레일 같은 일부 건설 계획은 예산 부족으로 지지부진한 실정이다.
2005년 7월 5일 런던 올림픽 개최가 확정되면서 런던은 사상 처음으로 근대 올림픽을 세 번 치르는 도시가 되었다. 그러나 바로 다음날, 런던 연쇄 폭탄테러가 벌어지면서 런던 시민들은 기쁨이 채 가시기도 전에 충격에 빠졌다. 런던 지하철에서 폭탄 세 개를 터뜨리고 킹스크로스 인근의 2층 버스에서 또 한번 폭탄을 터뜨리는 연쇄 범행으로 50명 넘게 사망하고 750여명이 부상당했다.
2011년 8월 영국 폭동이 발생할 당시 런던에서는 수천 명의 시민이 폭동에 가담하면서 그 시작을 알렸고 이는 곧 잉글랜드 전역의 각 도시로 번져나갔다. 같은해 실시된 인구총조사에서 런던의 인구수는 전후 처음으로 800만 명 선을 회복하였으며, 백인의 비율이 처음으로 절반 이하로 떨어진 것으로 조사됐다. 이듬해 치러진 2012년 런던 올림픽은 그간 수많은 설왕설래가 오고 갔음에도 불구하고 대회 운영상, 교통상의 문제가 일절 발생하지 않으면서 긍정적인 여론으로 회귀하였고, 성공적인 올림픽 개최로 마무리되었다.

## 런던의 대표적인 역사 명소
- 그리니치 천문대
- 런던 대화재 추모비
- 런던 탑
- 배터시 발전소
- 버킹엄 궁전
- 복솔 역
- 세인트 폴 대성당
- 알렉산드리아 궁전
- 워털루 역
- 웨스트민스터 대성당
- 웨스트민스터 궁전
- 크로이던 공항
- 타워 브리지
- 타이번
- 팔리아먼트 힐
- 하이드 파크

## 같이 보기
- 런던
- 런던의 지리
- 런던의 문화
- 영국의 역사